# Lista de asteroides (489001-490000)
Esta é uma lista parcial de asteroides, do asteroide número 489001 até o 490000, inclusive. Veja também o índice com todas as listas disponíveis.

| Objeto Próximos à Terra | Cinturão de asteroides (interno) | Cinturão de asteroides (externo) | Centauro       |
| Cruzador de Marte       | Cinturão de asteroides (meio)    | Troianos de Júpiter              | Transnetuniano |

Veja mais dados de cada asteroide na ligação externa para o Minor Planet Center na última coluna.
Índice: 489001... 489101... 489201... 489301... 489401... 489501... 489601... 489701... 489801... 489901... 

## 489001–489100
| Designação | Designação | Descoberta  | Descoberta   | Descobridor(es)     | Categoria | Mais informações / Referência |
| Permanente | Provisória | Data        | Local        | Descobridor(es)     | Categoria | Mais informações / Referência |
| ---------- | ---------- | ----------- | ------------ | ------------------- | --------- | ----------------------------- |
| 489001     | 2005 UU530 | 23 out 2005 | Catalina     | CSS                 | —         | MPC                           |
| 489002     | 2005 VB    | 1 out 2005  | Mount Lemmon | Mount Lemmon Survey | —         | MPC                           |
| 489003     | 2005 VW1   | 29 out 2005 | Catalina     | CSS                 | —         | MPC                           |
| 489004     | 2005 VD11  | 3 nov 2005  | Kitt Peak    | Spacewatch          | —         | MPC                           |
| 489005     | 2005 VN24  | 24 out 2005 | Kitt Peak    | Spacewatch          | Themis    | MPC                           |
| 489006     | 2005 VP27  | 3 nov 2005  | Mount Lemmon | Mount Lemmon Survey | —         | MPC                           |
| 489007     | 2005 VG31  | 4 nov 2005  | Kitt Peak    | Spacewatch          | —         | MPC                           |
| 489008     | 2005 VJ61  | 27 out 2005 | Catalina     | CSS                 | —         | MPC                           |
| 489009     | 2005 VO81  | 5 nov 2005  | Kitt Peak    | Spacewatch          | —         | MPC                           |
| 489010     | 2005 VH92  | 29 out 2005 | Mount Lemmon | Mount Lemmon Survey | —         | MPC                           |
| 489011     | 2005 VR94  | 6 nov 2005  | Kitt Peak    | Spacewatch          | Eos       | MPC                           |
| 489012     | 2005 VN101 | 25 out 2005 | Kitt Peak    | Spacewatch          | —         | MPC                           |
| 489013     | 2005 VD114 | 10 nov 2005 | Mount Lemmon | Mount Lemmon Survey | —         | MPC                           |
| 489014     | 2005 VS127 | 25 set 2005 | Kitt Peak    | Spacewatch          | Mitidika  | MPC                           |
| 489015     | 2005 WY8   | 21 nov 2005 | Kitt Peak    | Spacewatch          | —         | MPC                           |
| 489016     | 2005 WZ16  | 10 nov 2005 | Mount Lemmon | Mount Lemmon Survey | —         | MPC                           |
| 489017     | 2005 WA18  | 22 nov 2005 | Kitt Peak    | Spacewatch          | —         | MPC                           |
| 489018     | 2005 WV18  | 22 nov 2005 | Kitt Peak    | Spacewatch          | —         | MPC                           |
| 489019     | 2005 WR23  | 28 out 2005 | Mount Lemmon | Mount Lemmon Survey | —         | MPC                           |
| 489020     | 2005 WX26  | 21 nov 2005 | Kitt Peak    | Spacewatch          | —         | MPC                           |
| 489021     | 2005 WZ27  | 27 out 2005 | Mount Lemmon | Mount Lemmon Survey | —         | MPC                           |
| 489022     | 2005 WY44  | 3 nov 2005  | Kitt Peak    | Spacewatch          | —         | MPC                           |
| 489023     | 2005 WO45  | 22 nov 2005 | Kitt Peak    | Spacewatch          | —         | MPC                           |
| 489024     | 2005 WP66  | 22 nov 2005 | Kitt Peak    | Spacewatch          | —         | MPC                           |
| 489025     | 2005 WP67  | 25 out 2005 | Mount Lemmon | Mount Lemmon Survey | —         | MPC                           |
| 489026     | 2005 WP68  | 27 out 2005 | Mount Lemmon | Mount Lemmon Survey | —         | MPC                           |
| 489027     | 2005 WF80  | 25 nov 2005 | Mount Lemmon | Mount Lemmon Survey | —         | MPC                           |
| 489028     | 2005 WP85  | 5 out 2005  | Kitt Peak    | Spacewatch          | —         | MPC                           |
| 489029     | 2005 WE109 | 30 nov 2005 | Kitt Peak    | Spacewatch          | —         | MPC                           |
| 489030     | 2005 WV134 | 30 out 2005 | Mount Lemmon | Mount Lemmon Survey | —         | MPC                           |
| 489031     | 2005 WF135 | 25 nov 2005 | Mount Lemmon | Mount Lemmon Survey | —         | MPC                           |
| 489032     | 2005 WA145 | 25 nov 2005 | Kitt Peak    | Spacewatch          | —         | MPC                           |
| 489033     | 2005 WK157 | 25 nov 2005 | Mount Lemmon | Mount Lemmon Survey | —         | MPC                           |
| 489034     | 2005 WK165 | 29 nov 2005 | Mount Lemmon | Mount Lemmon Survey | —         | MPC                           |
| 489035     | 2005 WG166 | 29 nov 2005 | Mount Lemmon | Mount Lemmon Survey | —         | MPC                           |
| 489036     | 2005 WM181 | 25 nov 2005 | Catalina     | CSS                 | —         | MPC                           |
| 489037     | 2005 XY32  | 4 dez 2005  | Kitt Peak    | Spacewatch          | —         | MPC                           |
| 489038     | 2005 XU59  | 3 dez 2005  | Kitt Peak    | Spacewatch          | —         | MPC                           |
| 489039     | 2005 XU66  | 4 dez 2005  | Kitt Peak    | Spacewatch          | —         | MPC                           |
| 489040     | 2005 XN86  | 8 dez 2005  | Kitt Peak    | Spacewatch          | —         | MPC                           |
| 489041     | 2005 XT86  | 8 dez 2005  | Kitt Peak    | Spacewatch          | —         | MPC                           |
| 489042     | 2005 XV87  | 5 dez 2005  | Kitt Peak    | Spacewatch          | —         | MPC                           |
| 489043     | 2005 YM11  | 30 nov 2005 | Kitt Peak    | Spacewatch          | Mitidika  | MPC                           |
| 489044     | 2005 YW17  | 23 dez 2005 | Kitt Peak    | Spacewatch          | —         | MPC                           |
| 489045     | 2005 YH40  | 22 dez 2005 | Kitt Peak    | Spacewatch          | —         | MPC                           |
| 489046     | 2005 YF58  | 24 dez 2005 | Kitt Peak    | Spacewatch          | Brangane  | MPC                           |
| 489047     | 2005 YJ64  | 24 dez 2005 | Kitt Peak    | Spacewatch          | —         | MPC                           |
| 489048     | 2005 YP66  | 25 dez 2005 | Kitt Peak    | Spacewatch          | —         | MPC                           |
| 489049     | 2005 YN67  | 25 nov 2005 | Mount Lemmon | Mount Lemmon Survey | —         | MPC                           |
| 489050     | 2005 YE68  | 26 dez 2005 | Kitt Peak    | Spacewatch          | —         | MPC                           |
| 489051     | 2005 YH69  | 1 dez 2005  | Mount Lemmon | Mount Lemmon Survey | Juno      | MPC                           |
| 489052     | 2005 YL81  | 2 dez 2005  | Mount Lemmon | Mount Lemmon Survey | Eos       | MPC                           |
| 489053     | 2005 YK93  | 27 dez 2005 | Catalina     | CSS                 | —         | MPC                           |
| 489054     | 2005 YA96  | 25 dez 2005 | Kitt Peak    | Spacewatch          | —         | MPC                           |
| 489055     | 2005 YT117 | 25 dez 2005 | Kitt Peak    | Spacewatch          | —         | MPC                           |
| 489056     | 2005 YV122 | 24 dez 2005 | Socorro      | LINEAR              | —         | MPC                           |
| 489057     | 2005 YS128 | 27 dez 2005 | Kitt Peak    | Spacewatch          | —         | MPC                           |
| 489058     | 2005 YU165 | 26 dez 2005 | Kitt Peak    | Spacewatch          | —         | MPC                           |
| 489059     | 2005 YP170 | 29 dez 2005 | Socorro      | LINEAR              | —         | MPC                           |
| 489060     | 2005 YP187 | 28 dez 2005 | Mount Lemmon | Mount Lemmon Survey | —         | MPC                           |
| 489061     | 2005 YB190 | 30 dez 2005 | Kitt Peak    | Spacewatch          | —         | MPC                           |
| 489062     | 2005 YC199 | 25 dez 2005 | Mount Lemmon | Mount Lemmon Survey | —         | MPC                           |
| 489063     | 2005 YQ207 | 29 dez 2005 | Kitt Peak    | Spacewatch          | —         | MPC                           |
| 489064     | 2005 YB217 | 22 ago 2004 | Kitt Peak    | Spacewatch          | —         | MPC                           |
| 489065     | 2005 YO234 | 28 dez 2005 | Kitt Peak    | Spacewatch          | —         | MPC                           |
| 489066     | 2005 YB251 | 28 dez 2005 | Kitt Peak    | Spacewatch          | —         | MPC                           |
| 489067     | 2005 YH264 | 25 dez 2005 | Kitt Peak    | Spacewatch          | —         | MPC                           |
| 489068     | 2005 YC289 | 30 dez 2005 | Mount Lemmon | Mount Lemmon Survey | —         | MPC                           |
| 489069     | 2006 AF    | 2 jan 2006  | Mount Lemmon | Mount Lemmon Survey | —         | MPC                           |
| 489070     | 2006 AJ2   | 2 jan 2006  | Mount Lemmon | Mount Lemmon Survey | Juno      | MPC                           |
| 489071     | 2006 AX5   | 2 jan 2006  | Socorro      | LINEAR              | —         | MPC                           |
| 489072     | 2006 AK17  | 28 dez 2005 | Kitt Peak    | Spacewatch          | —         | MPC                           |
| 489073     | 2006 AS18  | 22 dez 2005 | Kitt Peak    | Spacewatch          | —         | MPC                           |
| 489074     | 2006 AP19  | 29 dez 2005 | Socorro      | LINEAR              | —         | MPC                           |
| 489075     | 2006 AV28  | 5 dez 2005  | Mount Lemmon | Mount Lemmon Survey | —         | MPC                           |
| 489076     | 2006 AR38  | 7 jan 2006  | Kitt Peak    | Spacewatch          | —         | MPC                           |
| 489077     | 2006 AW38  | 7 jan 2006  | Mount Lemmon | Mount Lemmon Survey | —         | MPC                           |
| 489078     | 2006 AN50  | 5 jan 2006  | Kitt Peak    | Spacewatch          | —         | MPC                           |
| 489079     | 2006 AA53  | 5 jan 2006  | Kitt Peak    | Spacewatch          | Brangane  | MPC                           |
| 489080     | 2006 AF53  | 28 dez 2005 | Kitt Peak    | Spacewatch          | —         | MPC                           |
| 489081     | 2006 AK66  | 9 jan 2006  | Kitt Peak    | Spacewatch          | —         | MPC                           |
| 489082     | 2006 AY76  | 5 jan 2006  | Kitt Peak    | Spacewatch          | —         | MPC                           |
| 489083     | 2006 AZ93  | 7 jan 2006  | Mount Lemmon | Mount Lemmon Survey | —         | MPC                           |
| 489084     | 2006 AF101 | 7 jan 2006  | Mount Lemmon | Mount Lemmon Survey | —         | MPC                           |
| 489085     | 2006 AU104 | 7 jan 2006  | Mount Lemmon | Mount Lemmon Survey | —         | MPC                           |
| 489086     | 2006 BU12  | 5 jan 2006  | Mount Lemmon | Mount Lemmon Survey | —         | MPC                           |
| 489087     | 2006 BQ21  | 5 dez 2005  | Mount Lemmon | Mount Lemmon Survey | Flora     | MPC                           |
| 489088     | 2006 BL51  | 25 jan 2006 | Kitt Peak    | Spacewatch          | —         | MPC                           |
| 489089     | 2006 BN51  | 25 jan 2006 | Kitt Peak    | Spacewatch          | —         | MPC                           |
| 489090     | 2006 BU57  | 23 jan 2006 | Kitt Peak    | Spacewatch          | —         | MPC                           |
| 489091     | 2006 BL61  | 22 jan 2006 | Catalina     | CSS                 | —         | MPC                           |
| 489092     | 2006 BE67  | 23 jan 2006 | Kitt Peak    | Spacewatch          | —         | MPC                           |
| 489093     | 2006 BP69  | 23 jan 2006 | Kitt Peak    | Spacewatch          | —         | MPC                           |
| 489094     | 2006 BC78  | 10 jan 2006 | Mount Lemmon | Mount Lemmon Survey | —         | MPC                           |
| 489095     | 2006 BX85  | 25 jan 2006 | Kitt Peak    | Spacewatch          | —         | MPC                           |
| 489096     | 2006 BX86  | 25 jan 2006 | Kitt Peak    | Spacewatch          | —         | MPC                           |
| 489097     | 2006 BN94  | 26 jan 2006 | Kitt Peak    | Spacewatch          | —         | MPC                           |
| 489098     | 2006 BV109 | 25 jan 2006 | Kitt Peak    | Spacewatch          | —         | MPC                           |
| 489099     | 2006 BL182 | 27 jan 2006 | Mount Lemmon | Mount Lemmon Survey | Mitidika  | MPC                           |
| 489100     | 2006 BF186 | 28 jan 2006 | Mount Lemmon | Mount Lemmon Survey | Juno      | MPC                           |

## 489101–489200
| Designação | Designação | Descoberta  | Descoberta        | Descobridor(es)     | Categoria | Mais informações / Referência |
| Permanente | Provisória | Data        | Local             | Descobridor(es)     | Categoria | Mais informações / Referência |
| ---------- | ---------- | ----------- | ----------------- | ------------------- | --------- | ----------------------------- |
| 489101     | 2006 BJ188 | 28 jan 2006 | Kitt Peak         | Spacewatch          | —         | MPC                           |
| 489102     | 2006 BB202 | 31 jan 2006 | Kitt Peak         | Spacewatch          | Brangane  | MPC                           |
| 489103     | 2006 BO210 | 31 jan 2006 | Mount Lemmon      | Mount Lemmon Survey | —         | MPC                           |
| 489104     | 2006 BQ213 | 22 jan 2006 | Catalina          | CSS                 | —         | MPC                           |
| 489105     | 2006 BS217 | 28 jan 2006 | Catalina          | CSS                 | —         | MPC                           |
| 489106     | 2006 BG219 | 28 jan 2006 | Mount Lemmon      | Mount Lemmon Survey | —         | MPC                           |
| 489107     | 2006 BS222 | 5 jan 2006  | Mount Lemmon      | Mount Lemmon Survey | Erigone   | MPC                           |
| 489108     | 2006 BD232 | 31 jan 2006 | Kitt Peak         | Spacewatch          | —         | MPC                           |
| 489109     | 2006 BL234 | 31 jan 2006 | Kitt Peak         | Spacewatch          | —         | MPC                           |
| 489110     | 2006 BY238 | 31 jan 2006 | Mount Lemmon      | Mount Lemmon Survey | —         | MPC                           |
| 489111     | 2006 BX242 | 25 jan 2006 | Kitt Peak         | Spacewatch          | —         | MPC                           |
| 489112     | 2006 BM244 | 31 jan 2006 | Kitt Peak         | Spacewatch          | —         | MPC                           |
| 489113     | 2006 BE249 | 31 jan 2006 | Kitt Peak         | Spacewatch          | —         | MPC                           |
| 489114     | 2006 BF250 | 26 jan 2006 | Mount Lemmon      | Mount Lemmon Survey | —         | MPC                           |
| 489115     | 2006 BZ268 | 6 dez 2005  | Mount Lemmon      | Mount Lemmon Survey | —         | MPC                           |
| 489116     | 2006 BA281 | 26 jan 2006 | Kitt Peak         | Spacewatch          | —         | MPC                           |
| 489117     | 2006 CC2   | 1 fev 2006  | Kitt Peak         | Spacewatch          | —         | MPC                           |
| 489118     | 2006 CU9   | 10 nov 2005 | Kitt Peak         | Spacewatch          | —         | MPC                           |
| 489119     | 2006 CT25  | 23 jan 2006 | Mount Lemmon      | Mount Lemmon Survey | —         | MPC                           |
| 489120     | 2006 CG37  | 2 fev 2006  | Mount Lemmon      | Mount Lemmon Survey | —         | MPC                           |
| 489121     | 2006 CM42  | 2 fev 2006  | Kitt Peak         | Spacewatch          | —         | MPC                           |
| 489122     | 2006 CS46  | 3 fev 2006  | Kitt Peak         | Spacewatch          | —         | MPC                           |
| 489123     | 2006 CX46  | 6 dez 2005  | Mount Lemmon      | Mount Lemmon Survey | —         | MPC                           |
| 489124     | 2006 CS67  | 7 fev 2006  | Kitt Peak         | Spacewatch          | —         | MPC                           |
| 489125     | 2006 DZ19  | 31 jan 2006 | Kitt Peak         | Spacewatch          | —         | MPC                           |
| 489126     | 2006 DY24  | 20 fev 2006 | Kitt Peak         | Spacewatch          | —         | MPC                           |
| 489127     | 2006 DN27  | 20 fev 2006 | Kitt Peak         | Spacewatch          | —         | MPC                           |
| 489128     | 2006 DT33  | 20 fev 2006 | Kitt Peak         | Spacewatch          | —         | MPC                           |
| 489129     | 2006 DX38  | 21 fev 2006 | Mount Lemmon      | Mount Lemmon Survey | —         | MPC                           |
| 489130     | 2006 DF85  | 24 fev 2006 | Kitt Peak         | Spacewatch          | —         | MPC                           |
| 489131     | 2006 DQ94  | 2 fev 2006  | Mount Lemmon      | Mount Lemmon Survey | —         | MPC                           |
| 489132     | 2006 DH96  | 24 fev 2006 | Kitt Peak         | Spacewatch          | —         | MPC                           |
| 489133     | 2006 DV101 | 1 fev 2006  | Mount Lemmon      | Mount Lemmon Survey | —         | MPC                           |
| 489134     | 2006 DG103 | 26 jan 2006 | Mount Lemmon      | Mount Lemmon Survey | Brangane  | MPC                           |
| 489135     | 2006 DA107 | 25 fev 2006 | Mount Lemmon      | Mount Lemmon Survey | —         | MPC                           |
| 489136     | 2006 DM108 | 30 set 2003 | Kitt Peak         | Spacewatch          | —         | MPC                           |
| 489137     | 2006 DC115 | 27 fev 2006 | Kitt Peak         | Spacewatch          | Mitidika  | MPC                           |
| 489138     | 2006 DO123 | 30 jan 2006 | Kitt Peak         | Spacewatch          | —         | MPC                           |
| 489139     | 2006 DH135 | 25 fev 2006 | Mount Lemmon      | Mount Lemmon Survey | Mitidika  | MPC                           |
| 489140     | 2006 DV139 | 25 fev 2006 | Kitt Peak         | Spacewatch          | —         | MPC                           |
| 489141     | 2006 DL142 | 25 fev 2006 | Kitt Peak         | Spacewatch          | —         | MPC                           |
| 489142     | 2006 DB146 | 25 fev 2006 | Mount Lemmon      | Mount Lemmon Survey | —         | MPC                           |
| 489143     | 2006 DL152 | 25 fev 2006 | Mount Lemmon      | Mount Lemmon Survey | —         | MPC                           |
| 489144     | 2006 DG155 | 25 fev 2006 | Kitt Peak         | Spacewatch          | —         | MPC                           |
| 489145     | 2006 DM157 | 27 fev 2006 | Kitt Peak         | Spacewatch          | —         | MPC                           |
| 489146     | 2006 DJ165 | 27 fev 2006 | Kitt Peak         | Spacewatch          | —         | MPC                           |
| 489147     | 2006 DJ172 | 27 fev 2006 | Kitt Peak         | Spacewatch          | —         | MPC                           |
| 489148     | 2006 DN172 | 7 jan 2006  | Mount Lemmon      | Mount Lemmon Survey | —         | MPC                           |
| 489149     | 2006 DZ173 | 27 fev 2006 | Kitt Peak         | Spacewatch          | —         | MPC                           |
| 489150     | 2006 DU177 | 27 fev 2006 | Mount Lemmon      | Mount Lemmon Survey | —         | MPC                           |
| 489151     | 2006 DR193 | 28 fev 2006 | Mount Lemmon      | Mount Lemmon Survey | —         | MPC                           |
| 489152     | 2006 DC217 | 27 fev 2006 | Kitt Peak         | Spacewatch          | —         | MPC                           |
| 489153     | 2006 EF10  | 2 mar 2006  | Kitt Peak         | Spacewatch          | —         | MPC                           |
| 489154     | 2006 EN11  | 2 mar 2006  | Kitt Peak         | Spacewatch          | —         | MPC                           |
| 489155     | 2006 EL16  | 2 mar 2006  | Kitt Peak         | Spacewatch          | —         | MPC                           |
| 489156     | 2006 ES23  | 3 mar 2006  | Kitt Peak         | Spacewatch          | Mitidika  | MPC                           |
| 489157     | 2006 EW24  | 3 mar 2006  | Kitt Peak         | Spacewatch          | —         | MPC                           |
| 489158     | 2006 EC27  | 25 fev 2006 | Mount Lemmon      | Mount Lemmon Survey | —         | MPC                           |
| 489159     | 2006 EE38  | 4 mar 2006  | Kitt Peak         | Spacewatch          | —         | MPC                           |
| 489160     | 2006 EK38  | 4 mar 2006  | Kitt Peak         | Spacewatch          | —         | MPC                           |
| 489161     | 2006 EY46  | 4 mar 2006  | Kitt Peak         | Spacewatch          | —         | MPC                           |
| 489162     | 2006 ET53  | 3 mar 2006  | Mount Lemmon      | Mount Lemmon Survey | —         | MPC                           |
| 489163     | 2006 ET67  | 1 fev 2006  | Kitt Peak         | Spacewatch          | —         | MPC                           |
| 489164     | 2006 FW2   | 23 mar 2006 | Kitt Peak         | Spacewatch          | —         | MPC                           |
| 489165     | 2006 FA9   | 23 mar 2006 | Kitt Peak         | Spacewatch          | —         | MPC                           |
| 489166     | 2006 FS20  | 24 mar 2006 | Bergisch Gladbach | W. Bickel           | —         | MPC                           |
| 489167     | 2006 FL22  | 2 mar 2006  | Kitt Peak         | Spacewatch          | —         | MPC                           |
| 489168     | 2006 FU28  | 24 mar 2006 | Mount Lemmon      | Mount Lemmon Survey | —         | MPC                           |
| 489169     | 2006 FF30  | 24 mar 2006 | Mount Lemmon      | Mount Lemmon Survey | —         | MPC                           |
| 489170     | 2006 FQ37  | 25 mar 2006 | Catalina          | CSS                 | —         | MPC                           |
| 489171     | 2006 FT40  | 28 fev 2006 | Mount Lemmon      | Mount Lemmon Survey | —         | MPC                           |
| 489172     | 2006 FX40  | 26 mar 2006 | Mount Lemmon      | Mount Lemmon Survey | —         | MPC                           |
| 489173     | 2006 GA6   | 2 abr 2006  | Kitt Peak         | Spacewatch          | —         | MPC                           |
| 489174     | 2006 GP18  | 25 mar 2006 | Mount Lemmon      | Mount Lemmon Survey | Brangane  | MPC                           |
| 489175     | 2006 GC27  | 25 mar 2006 | Kitt Peak         | Spacewatch          | —         | MPC                           |
| 489176     | 2006 GG27  | 25 mar 2006 | Kitt Peak         | Spacewatch          | —         | MPC                           |
| 489177     | 2006 GB33  | 7 abr 2006  | Kitt Peak         | Spacewatch          | —         | MPC                           |
| 489178     | 2006 GB41  | 24 mar 2006 | Socorro           | LINEAR              | —         | MPC                           |
| 489179     | 2006 GY46  | 24 mar 2006 | Kitt Peak         | Spacewatch          | —         | MPC                           |
| 489180     | 2006 GG54  | 9 abr 2006  | Mount Lemmon      | Mount Lemmon Survey | —         | MPC                           |
| 489181     | 2006 HB4   | 25 fev 2006 | Mount Lemmon      | Mount Lemmon Survey | —         | MPC                           |
| 489182     | 2006 HG10  | 19 abr 2006 | Kitt Peak         | Spacewatch          | —         | MPC                           |
| 489183     | 2006 HA14  | 19 abr 2006 | Mount Lemmon      | Mount Lemmon Survey | —         | MPC                           |
| 489184     | 2006 HT16  | 19 abr 2006 | Kitt Peak         | Spacewatch          | —         | MPC                           |
| 489185     | 2006 HO21  | 20 abr 2006 | Kitt Peak         | Spacewatch          | —         | MPC                           |
| 489186     | 2006 HZ21  | 20 abr 2006 | Kitt Peak         | Spacewatch          | —         | MPC                           |
| 489187     | 2006 HU23  | 20 abr 2006 | Kitt Peak         | Spacewatch          | —         | MPC                           |
| 489188     | 2006 HZ27  | 20 abr 2006 | Kitt Peak         | Spacewatch          | —         | MPC                           |
| 489189     | 2006 HM46  | 2 abr 2006  | Kitt Peak         | Spacewatch          | —         | MPC                           |
| 489190     | 2006 HM63  | 24 abr 2006 | Kitt Peak         | Spacewatch          | —         | MPC                           |
| 489191     | 2006 HR72  | 25 abr 2006 | Kitt Peak         | Spacewatch          | Ursula    | MPC                           |
| 489192     | 2006 HF74  | 25 abr 2006 | Kitt Peak         | Spacewatch          | —         | MPC                           |
| 489193     | 2006 HX74  | 25 abr 2006 | Kitt Peak         | Spacewatch          | —         | MPC                           |
| 489194     | 2006 HK75  | 25 abr 2006 | Kitt Peak         | Spacewatch          | —         | MPC                           |
| 489195     | 2006 HL75  | 25 abr 2006 | Kitt Peak         | Spacewatch          | —         | MPC                           |
| 489196     | 2006 HZ75  | 25 abr 2006 | Kitt Peak         | Spacewatch          | Brangane  | MPC                           |
| 489197     | 2006 HC79  | 26 abr 2006 | Kitt Peak         | Spacewatch          | —         | MPC                           |
| 489198     | 2006 HF79  | 26 abr 2006 | Kitt Peak         | Spacewatch          | Mitidika  | MPC                           |
| 489199     | 2006 HS96  | 30 abr 2006 | Kitt Peak         | Spacewatch          | —         | MPC                           |
| 489200     | 2006 HS109 | 30 abr 2006 | Kitt Peak         | Spacewatch          | —         | MPC                           |

## 489201–489300
| Designação | Designação | Descoberta  | Descoberta    | Descobridor(es)     | Categoria | Mais informações / Referência |
| Permanente | Provisória | Data        | Local         | Descobridor(es)     | Categoria | Mais informações / Referência |
| ---------- | ---------- | ----------- | ------------- | ------------------- | --------- | ----------------------------- |
| 489201     | 2006 HS116 | 26 abr 2006 | Kitt Peak     | Spacewatch          | —         | MPC                           |
| 489202     | 2006 HJ154 | 30 abr 2006 | Kitt Peak     | Spacewatch          | —         | MPC                           |
| 489203     | 2006 JT    | 3 mai 2006  | Mount Lemmon  | Mount Lemmon Survey | —         | MPC                           |
| 489204     | 2006 JP11  | 1 mai 2006  | Kitt Peak     | Spacewatch          | —         | MPC                           |
| 489205     | 2006 JR15  | 2 mai 2006  | Mount Lemmon  | Mount Lemmon Survey | —         | MPC                           |
| 489206     | 2006 JU19  | 2 mai 2006  | Kitt Peak     | Spacewatch          | —         | MPC                           |
| 489207     | 2006 JG27  | 1 mai 2006  | Kitt Peak     | Spacewatch          | —         | MPC                           |
| 489208     | 2006 JX42  | 2 mai 2006  | Mount Lemmon  | Mount Lemmon Survey | —         | MPC                           |
| 489209     | 2006 JJ45  | 8 abr 2006  | Kitt Peak     | Spacewatch          | —         | MPC                           |
| 489210     | 2006 JC50  | 2 mai 2006  | Mount Lemmon  | Mount Lemmon Survey | —         | MPC                           |
| 489211     | 2006 JH74  | 1 mai 2006  | Mauna Kea     | P. A. Wiegert       | —         | MPC                           |
| 489212     | 2006 JN74  | 25 mar 2006 | Kitt Peak     | Spacewatch          | —         | MPC                           |
| 489213     | 2006 KX15  | 20 mai 2006 | Mount Lemmon  | Mount Lemmon Survey | —         | MPC                           |
| 489214     | 2006 KA17  | 1 mai 2006  | Catalina      | CSS                 | —         | MPC                           |
| 489215     | 2006 KX17  | 21 mai 2006 | Kitt Peak     | Spacewatch          | —         | MPC                           |
| 489216     | 2006 KR20  | 17 mai 2006 | Palomar       | NEAT                | —         | MPC                           |
| 489217     | 2006 KG46  | 21 mai 2006 | Mount Lemmon  | Mount Lemmon Survey | —         | MPC                           |
| 489218     | 2006 KJ47  | 6 mai 2006  | Mount Lemmon  | Mount Lemmon Survey | —         | MPC                           |
| 489219     | 2006 KD50  | 21 mai 2006 | Kitt Peak     | Spacewatch          | —         | MPC                           |
| 489220     | 2006 KV51  | 21 mai 2006 | Kitt Peak     | Spacewatch          | —         | MPC                           |
| 489221     | 2006 KT58  | 3 mai 2006  | Kitt Peak     | Spacewatch          | —         | MPC                           |
| 489222     | 2006 KZ60  | 22 mai 2006 | Kitt Peak     | Spacewatch          | —         | MPC                           |
| 489223     | 2006 KF62  | 9 mai 2006  | Mount Lemmon  | Mount Lemmon Survey | —         | MPC                           |
| 489224     | 2006 KO62  | 22 mai 2006 | Kitt Peak     | Spacewatch          | —         | MPC                           |
| 489225     | 2006 KG74  | 9 mai 2006  | Mount Lemmon  | Mount Lemmon Survey | —         | MPC                           |
| 489226     | 2006 KE75  | 20 mai 2006 | Kitt Peak     | Spacewatch          | —         | MPC                           |
| 489227     | 2006 KN106 | 31 mai 2006 | Mount Lemmon  | Mount Lemmon Survey | —         | MPC                           |
| 489228     | 2006 KS109 | 6 mai 2006  | Kitt Peak     | Spacewatch          | —         | MPC                           |
| 489229     | 2006 KB120 | 31 mai 2006 | Kitt Peak     | Spacewatch          | —         | MPC                           |
| 489230     | 2006 MT7   | 18 jun 2006 | Kitt Peak     | Spacewatch          | —         | MPC                           |
| 489231     | 2006 OC4   | 21 jul 2006 | Mount Lemmon  | Mount Lemmon Survey | —         | MPC                           |
| 489232     | 2006 PX13  | 14 ago 2006 | Siding Spring | SSS                 | Meliboea  | MPC                           |
| 489233     | 2006 QP27  | 20 ago 2006 | Kitt Peak     | Spacewatch          | —         | MPC                           |
| 489234     | 2006 QY29  | 19 ago 2006 | Anderson Mesa | LONEOS              | —         | MPC                           |
| 489235     | 2006 QA58  | 28 ago 2006 | Anderson Mesa | LONEOS              | —         | MPC                           |
| 489236     | 2006 QQ89  | 28 ago 2006 | La Sagra      | Mallorca Obs.       | —         | MPC                           |
| 489237     | 2006 QN133 | 24 ago 2006 | Socorro       | LINEAR              | —         | MPC                           |
| 489238     | 2006 QA137 | 18 jul 2006 | Mount Lemmon  | Mount Lemmon Survey | —         | MPC                           |
| 489239     | 2006 QX164 | 29 ago 2006 | Anderson Mesa | LONEOS              | Phocaea   | MPC                           |
| 489240     | 2006 QR182 | 18 ago 2006 | Kitt Peak     | Spacewatch          | —         | MPC                           |
| 489241     | 2006 QO184 | 19 ago 2006 | Kitt Peak     | Spacewatch          | —         | MPC                           |
| 489242     | 2006 QA186 | 28 ago 2006 | Catalina      | CSS                 | —         | MPC                           |
| 489243     | 2006 QQ187 | 29 ago 2006 | Catalina      | CSS                 | —         | MPC                           |
| 489244     | 2006 RW1   | 13 set 2006 | Eskridge      | Farpoint Obs.       | Mitidika  | MPC                           |
| 489245     | 2006 RR14  | 14 set 2006 | Kitt Peak     | Spacewatch          | —         | MPC                           |
| 489246     | 2006 RY14  | 14 set 2006 | Kitt Peak     | Spacewatch          | —         | MPC                           |
| 489247     | 2006 RF18  | 14 set 2006 | Kitt Peak     | Spacewatch          | —         | MPC                           |
| 489248     | 2006 RP22  | 19 ago 2006 | Anderson Mesa | LONEOS              | —         | MPC                           |
| 489249     | 2006 RZ43  | 14 set 2006 | Kitt Peak     | Spacewatch          | —         | MPC                           |
| 489250     | 2006 RV53  | 14 set 2006 | Kitt Peak     | Spacewatch          | —         | MPC                           |
| 489251     | 2006 RD62  | 12 set 2006 | Catalina      | CSS                 | —         | MPC                           |
| 489252     | 2006 RJ68  | 28 ago 2006 | Kitt Peak     | Spacewatch          | —         | MPC                           |
| 489253     | 2006 RZ74  | 15 set 2006 | Kitt Peak     | Spacewatch          | —         | MPC                           |
| 489254     | 2006 RQ75  | 15 set 2006 | Kitt Peak     | Spacewatch          | —         | MPC                           |
| 489255     | 2006 RA77  | 15 set 2006 | Kitt Peak     | Spacewatch          | —         | MPC                           |
| 489256     | 2006 RB90  | 15 set 2006 | Kitt Peak     | Spacewatch          | —         | MPC                           |
| 489257     | 2006 RQ91  | 15 set 2006 | Kitt Peak     | Spacewatch          | —         | MPC                           |
| 489258     | 2006 RB93  | 15 set 2006 | Kitt Peak     | Spacewatch          | —         | MPC                           |
| 489259     | 2006 RV94  | 15 set 2006 | Kitt Peak     | Spacewatch          | —         | MPC                           |
| 489260     | 2006 RS101 | 30 ago 2006 | Anderson Mesa | LONEOS              | —         | MPC                           |
| 489261     | 2006 RU107 | 14 set 2006 | Mauna Kea     | J. Masiero          | —         | MPC                           |
| 489262     | 2006 RN112 | 14 set 2006 | Mauna Kea     | J. Masiero          | Eos       | MPC                           |
| 489263     | 2006 RK120 | 14 set 2006 | Palomar       | NEAT                | —         | MPC                           |
| 489264     | 2006 RD121 | 14 set 2006 | Kitt Peak     | Spacewatch          | —         | MPC                           |
| 489265     | 2006 ST10  | 16 set 2006 | Kitt Peak     | Spacewatch          | —         | MPC                           |
| 489266     | 2006 SL16  | 17 set 2006 | Kitt Peak     | Spacewatch          | —         | MPC                           |
| 489267     | 2006 SG17  | 17 set 2006 | Kitt Peak     | Spacewatch          | —         | MPC                           |
| 489268     | 2006 SB22  | 17 set 2006 | Catalina      | CSS                 | —         | MPC                           |
| 489269     | 2006 SO31  | 17 set 2006 | Kitt Peak     | Spacewatch          | —         | MPC                           |
| 489270     | 2006 SS52  | 19 set 2006 | Anderson Mesa | LONEOS              | —         | MPC                           |
| 489271     | 2006 SQ58  | 20 set 2006 | Kitt Peak     | Spacewatch          | —         | MPC                           |
| 489272     | 2006 SK64  | 17 set 2006 | Catalina      | CSS                 | —         | MPC                           |
| 489273     | 2006 SQ75  | 19 set 2006 | Kitt Peak     | Spacewatch          | —         | MPC                           |
| 489274     | 2006 SN93  | 18 set 2006 | Kitt Peak     | Spacewatch          | —         | MPC                           |
| 489275     | 2006 SZ99  | 18 set 2006 | Kitt Peak     | Spacewatch          | Ursula    | MPC                           |
| 489276     | 2006 SL100 | 19 set 2006 | Kitt Peak     | Spacewatch          | —         | MPC                           |
| 489277     | 2006 SS106 | 19 set 2006 | Kitt Peak     | Spacewatch          | —         | MPC                           |
| 489278     | 2006 SF129 | 21 jul 2006 | Mount Lemmon  | Mount Lemmon Survey | —         | MPC                           |
| 489279     | 2006 SF138 | 20 set 2006 | Catalina      | CSS                 | —         | MPC                           |
| 489280     | 2006 SA151 | 19 set 2006 | Kitt Peak     | Spacewatch          | —         | MPC                           |
| 489281     | 2006 SG167 | 25 set 2006 | Kitt Peak     | Spacewatch          | Phocaea   | MPC                           |
| 489282     | 2006 SO171 | 17 set 2006 | Kitt Peak     | Spacewatch          | —         | MPC                           |
| 489283     | 2006 SM177 | 14 set 2006 | Kitt Peak     | Spacewatch          | —         | MPC                           |
| 489284     | 2006 SW185 | 25 set 2006 | Mount Lemmon  | Mount Lemmon Survey | —         | MPC                           |
| 489285     | 2006 SL186 | 25 set 2006 | Kitt Peak     | Spacewatch          | —         | MPC                           |
| 489286     | 2006 SM188 | 18 set 2006 | Kitt Peak     | Spacewatch          | —         | MPC                           |
| 489287     | 2006 SD199 | 24 set 2006 | Kitt Peak     | Spacewatch          | —         | MPC                           |
| 489288     | 2006 SN199 | 15 set 2006 | Kitt Peak     | Spacewatch          | —         | MPC                           |
| 489289     | 2006 SJ204 | 25 set 2006 | Kitt Peak     | Spacewatch          | —         | MPC                           |
| 489290     | 2006 SH207 | 25 set 2006 | Kitt Peak     | Spacewatch          | —         | MPC                           |
| 489291     | 2006 SC209 | 18 set 2006 | Kitt Peak     | Spacewatch          | —         | MPC                           |
| 489292     | 2006 SJ218 | 28 ago 2006 | Kitt Peak     | Spacewatch          | —         | MPC                           |
| 489293     | 2006 SY225 | 26 set 2006 | Kitt Peak     | Spacewatch          | —         | MPC                           |
| 489294     | 2006 ST226 | 18 set 2006 | Kitt Peak     | Spacewatch          | —         | MPC                           |
| 489295     | 2006 SQ233 | 26 set 2006 | Kitt Peak     | Spacewatch          | —         | MPC                           |
| 489296     | 2006 SU246 | 26 set 2006 | Mount Lemmon  | Mount Lemmon Survey | Themis    | MPC                           |
| 489297     | 2006 SW248 | 19 set 2006 | Kitt Peak     | Spacewatch          | —         | MPC                           |
| 489298     | 2006 SF255 | 18 set 2006 | Catalina      | CSS                 | —         | MPC                           |
| 489299     | 2006 SO257 | 26 set 2006 | Kitt Peak     | Spacewatch          | Ursula    | MPC                           |
| 489300     | 2006 SX259 | 26 set 2006 | Kitt Peak     | Spacewatch          | —         | MPC                           |

## 489301–489400
| Designação | Designação | Descoberta  | Descoberta    | Descobridor(es)       | Categoria | Mais informações / Referência |
| Permanente | Provisória | Data        | Local         | Descobridor(es)       | Categoria | Mais informações / Referência |
| ---------- | ---------- | ----------- | ------------- | --------------------- | --------- | ----------------------------- |
| 489301     | 2006 ST261 | 26 set 2006 | Mount Lemmon  | Mount Lemmon Survey   | —         | MPC                           |
| 489302     | 2006 SR271 | 27 set 2006 | Mount Lemmon  | Mount Lemmon Survey   | —         | MPC                           |
| 489303     | 2006 SG287 | 22 set 2006 | Anderson Mesa | LONEOS                | —         | MPC                           |
| 489304     | 2006 SE296 | 17 set 2006 | Kitt Peak     | Spacewatch            | —         | MPC                           |
| 489305     | 2006 SP310 | 17 set 2006 | Kitt Peak     | Spacewatch            | —         | MPC                           |
| 489306     | 2006 SG319 | 17 set 2006 | Kitt Peak     | Spacewatch            | —         | MPC                           |
| 489307     | 2006 SN319 | 17 set 2006 | Kitt Peak     | Spacewatch            | —         | MPC                           |
| 489308     | 2006 ST320 | 27 set 2006 | Kitt Peak     | Spacewatch            | —         | MPC                           |
| 489309     | 2006 SN322 | 27 set 2006 | Kitt Peak     | Spacewatch            | —         | MPC                           |
| 489310     | 2006 SU322 | 27 set 2006 | Kitt Peak     | Spacewatch            | —         | MPC                           |
| 489311     | 2006 SL327 | 27 set 2006 | Kitt Peak     | Spacewatch            | —         | MPC                           |
| 489312     | 2006 SB344 | 28 set 2006 | Kitt Peak     | Spacewatch            | —         | MPC                           |
| 489313     | 2006 SS344 | 28 set 2006 | Kitt Peak     | Spacewatch            | —         | MPC                           |
| 489314     | 2006 SA356 | 30 set 2006 | Catalina      | CSS                   | —         | MPC                           |
| 489315     | 2006 SP400 | 25 set 2006 | Kitt Peak     | Spacewatch            | —         | MPC                           |
| 489316     | 2006 SP401 | 30 set 2006 | Mount Lemmon  | Mount Lemmon Survey   | —         | MPC                           |
| 489317     | 2006 SB405 | 25 set 2006 | Kitt Peak     | Spacewatch            | —         | MPC                           |
| 489318     | 2006 SB408 | 27 set 2006 | Mount Lemmon  | Mount Lemmon Survey   | Mitidika  | MPC                           |
| 489319     | 2006 SS408 | 17 set 2006 | Catalina      | CSS                   | Phocaea   | MPC                           |
| 489320     | 2006 TO9   | 30 set 2006 | Mount Lemmon  | Mount Lemmon Survey   | —         | MPC                           |
| 489321     | 2006 TO10  | 14 out 2006 | Piszkéstető   | K. Sárneczky, Z. Kuli | —         | MPC                           |
| 489322     | 2006 TE12  | 3 out 2006  | Kitt Peak     | Spacewatch            | —         | MPC                           |
| 489323     | 2006 TJ15  | 11 out 2006 | Kitt Peak     | Spacewatch            | —         | MPC                           |
| 489324     | 2006 TY41  | 26 set 2006 | Mount Lemmon  | Mount Lemmon Survey   | —         | MPC                           |
| 489325     | 2006 TM45  | 12 out 2006 | Kitt Peak     | Spacewatch            | —         | MPC                           |
| 489326     | 2006 TO54  | 4 out 2006  | Mount Lemmon  | Mount Lemmon Survey   | —         | MPC                           |
| 489327     | 2006 TZ60  | 4 out 2006  | Mount Lemmon  | Mount Lemmon Survey   | —         | MPC                           |
| 489328     | 2006 TQ65  | 11 out 2006 | Palomar       | NEAT                  | —         | MPC                           |
| 489329     | 2006 TC67  | 28 set 2006 | Catalina      | CSS                   | —         | MPC                           |
| 489330     | 2006 TX74  | 11 out 2006 | Palomar       | NEAT                  | —         | MPC                           |
| 489331     | 2006 TT81  | 13 out 2006 | Kitt Peak     | Spacewatch            | —         | MPC                           |
| 489332     | 2006 TK91  | 13 out 2006 | Kitt Peak     | Spacewatch            | —         | MPC                           |
| 489333     | 2006 TZ96  | 12 out 2006 | Kitt Peak     | Spacewatch            | —         | MPC                           |
| 489334     | 2006 TA101 | 2 out 2006  | Mount Lemmon  | Mount Lemmon Survey   | —         | MPC                           |
| 489335     | 2006 TD128 | 15 out 2006 | Kitt Peak     | Spacewatch            | —         | MPC                           |
| 489336     | 2006 TR129 | 4 out 2006  | Mount Lemmon  | Mount Lemmon Survey   | —         | MPC                           |
| 489337     | 2006 UM    | 17 out 2006 | Catalina      | CSS                   | —         | MPC                           |
| 489338     | 2006 UF7   | 16 out 2006 | Catalina      | CSS                   | —         | MPC                           |
| 489339     | 2006 UH14  | 17 out 2006 | Mount Lemmon  | Mount Lemmon Survey   | —         | MPC                           |
| 489340     | 2006 UW23  | 16 out 2006 | Kitt Peak     | Spacewatch            | —         | MPC                           |
| 489341     | 2006 UN24  | 16 out 2006 | Kitt Peak     | Spacewatch            | —         | MPC                           |
| 489342     | 2006 UQ29  | 16 out 2006 | Kitt Peak     | Spacewatch            | —         | MPC                           |
| 489343     | 2006 UP37  | 26 set 2006 | Mount Lemmon  | Mount Lemmon Survey   | —         | MPC                           |
| 489344     | 2006 UZ39  | 27 set 2006 | Mount Lemmon  | Mount Lemmon Survey   | —         | MPC                           |
| 489345     | 2006 UE41  | 16 out 2006 | Kitt Peak     | Spacewatch            | —         | MPC                           |
| 489346     | 2006 US41  | 16 out 2006 | Kitt Peak     | Spacewatch            | —         | MPC                           |
| 489347     | 2006 UP50  | 25 set 2006 | Kitt Peak     | Spacewatch            | —         | MPC                           |
| 489348     | 2006 UU50  | 17 out 2006 | Kitt Peak     | Spacewatch            | —         | MPC                           |
| 489349     | 2006 UB57  | 18 out 2006 | Kitt Peak     | Spacewatch            | —         | MPC                           |
| 489350     | 2006 UC59  | 28 set 2006 | Mount Lemmon  | Mount Lemmon Survey   | —         | MPC                           |
| 489351     | 2006 UX71  | 17 out 2006 | Kitt Peak     | Spacewatch            | —         | MPC                           |
| 489352     | 2006 UP72  | 30 set 2006 | Kitt Peak     | Spacewatch            | —         | MPC                           |
| 489353     | 2006 UJ74  | 17 out 2006 | Kitt Peak     | Spacewatch            | —         | MPC                           |
| 489354     | 2006 UO81  | 17 out 2006 | Kitt Peak     | Spacewatch            | —         | MPC                           |
| 489355     | 2006 UD88  | 27 set 2006 | Mount Lemmon  | Mount Lemmon Survey   | —         | MPC                           |
| 489356     | 2006 UF95  | 2 out 2006  | Mount Lemmon  | Mount Lemmon Survey   | —         | MPC                           |
| 489357     | 2006 UZ99  | 18 out 2006 | Kitt Peak     | Spacewatch            | —         | MPC                           |
| 489358     | 2006 UH117 | 19 out 2006 | Kitt Peak     | Spacewatch            | —         | MPC                           |
| 489359     | 2006 UU134 | 30 set 2006 | Mount Lemmon  | Mount Lemmon Survey   | —         | MPC                           |
| 489360     | 2006 UW135 | 19 out 2006 | Kitt Peak     | Spacewatch            | —         | MPC                           |
| 489361     | 2006 UL136 | 19 out 2006 | Mount Lemmon  | Mount Lemmon Survey   | —         | MPC                           |
| 489362     | 2006 UT153 | 17 set 2006 | Catalina      | CSS                   | —         | MPC                           |
| 489363     | 2006 UY167 | 21 out 2006 | Mount Lemmon  | Mount Lemmon Survey   | —         | MPC                           |
| 489364     | 2006 UW170 | 3 out 2006  | Mount Lemmon  | Mount Lemmon Survey   | —         | MPC                           |
| 489365     | 2006 UZ170 | 21 out 2006 | Mount Lemmon  | Mount Lemmon Survey   | —         | MPC                           |
| 489366     | 2006 UW172 | 27 set 2006 | Kitt Peak     | Spacewatch            | —         | MPC                           |
| 489367     | 2006 UT184 | 16 out 2006 | Catalina      | CSS                   | —         | MPC                           |
| 489368     | 2006 UT191 | 19 out 2006 | Catalina      | CSS                   | —         | MPC                           |
| 489369     | 2006 UM193 | 28 set 2006 | Kitt Peak     | Spacewatch            | —         | MPC                           |
| 489370     | 2006 UT193 | 20 out 2006 | Kitt Peak     | Spacewatch            | —         | MPC                           |
| 489371     | 2006 UO201 | 17 out 2006 | Mount Lemmon  | Mount Lemmon Survey   | —         | MPC                           |
| 489372     | 2006 UJ205 | 23 out 2006 | Kitt Peak     | Spacewatch            | —         | MPC                           |
| 489373     | 2006 UQ210 | 23 out 2006 | Kitt Peak     | Spacewatch            | —         | MPC                           |
| 489374     | 2006 UX210 | 13 out 2006 | Kitt Peak     | Spacewatch            | —         | MPC                           |
| 489375     | 2006 UE214 | 23 out 2006 | Kitt Peak     | Spacewatch            | —         | MPC                           |
| 489376     | 2006 UX223 | 4 out 2006  | Mount Lemmon  | Mount Lemmon Survey   | —         | MPC                           |
| 489377     | 2006 UR227 | 30 set 2006 | Catalina      | CSS                   | Phocaea   | MPC                           |
| 489378     | 2006 UG231 | 21 out 2006 | Mount Lemmon  | Mount Lemmon Survey   | —         | MPC                           |
| 489379     | 2006 UQ236 | 23 out 2006 | Kitt Peak     | Spacewatch            | —         | MPC                           |
| 489380     | 2006 UR255 | 26 set 2006 | Mount Lemmon  | Mount Lemmon Survey   | —         | MPC                           |
| 489381     | 2006 UD257 | 25 set 2006 | Kitt Peak     | Spacewatch            | —         | MPC                           |
| 489382     | 2006 UG260 | 28 out 2006 | Mount Lemmon  | Mount Lemmon Survey   | —         | MPC                           |
| 489383     | 2006 UU261 | 28 out 2006 | Mount Lemmon  | Mount Lemmon Survey   | —         | MPC                           |
| 489384     | 2006 UZ261 | 28 out 2006 | Mount Lemmon  | Mount Lemmon Survey   | Henan     | MPC                           |
| 489385     | 2006 UG262 | 16 out 2006 | Kitt Peak     | Spacewatch            | —         | MPC                           |
| 489386     | 2006 UC273 | 19 out 2006 | Kitt Peak     | Spacewatch            | —         | MPC                           |
| 489387     | 2006 UC277 | 28 set 2006 | Mount Lemmon  | Mount Lemmon Survey   | —         | MPC                           |
| 489388     | 2006 UG279 | 27 set 2006 | Mount Lemmon  | Mount Lemmon Survey   | —         | MPC                           |
| 489389     | 2006 UX284 | 28 out 2006 | Mount Lemmon  | Mount Lemmon Survey   | —         | MPC                           |
| 489390     | 2006 UD285 | 28 set 2006 | Mount Lemmon  | Mount Lemmon Survey   | Brangane  | MPC                           |
| 489391     | 2006 UE334 | 16 out 2006 | Kitt Peak     | Spacewatch            | —         | MPC                           |
| 489392     | 2006 UF334 | 18 out 2006 | Kitt Peak     | Spacewatch            | —         | MPC                           |
| 489393     | 2006 UG334 | 19 out 2006 | Kitt Peak     | Spacewatch            | —         | MPC                           |
| 489394     | 2006 UN334 | 19 out 2006 | Mount Lemmon  | Mount Lemmon Survey   | —         | MPC                           |
| 489395     | 2006 UX345 | 16 out 2006 | Catalina      | CSS                   | —         | MPC                           |
| 489396     | 2006 UQ358 | 16 out 2006 | Kitt Peak     | Spacewatch            | —         | MPC                           |
| 489397     | 2006 UX359 | 2 out 2006  | Mount Lemmon  | Mount Lemmon Survey   | —         | MPC                           |
| 489398     | 2006 VE2   | 23 out 2006 | Catalina      | CSS                   | —         | MPC                           |
| 489399     | 2006 VS3   | 2 out 2006  | Mount Lemmon  | Mount Lemmon Survey   | —         | MPC                           |
| 489400     | 2006 VE7   | 10 nov 2006 | Kitt Peak     | Spacewatch            | —         | MPC                           |

## 489401–489500
| Designação | Designação | Descoberta  | Descoberta    | Descobridor(es)     | Categoria | Mais informações / Referência |
| Permanente | Provisória | Data        | Local         | Descobridor(es)     | Categoria | Mais informações / Referência |
| ---------- | ---------- | ----------- | ------------- | ------------------- | --------- | ----------------------------- |
| 489401     | 2006 VP8   | 11 nov 2006 | Kitt Peak     | Spacewatch          | —         | MPC                           |
| 489402     | 2006 VP10  | 22 out 2006 | Kitt Peak     | Spacewatch          | —         | MPC                           |
| 489403     | 2006 VB11  | 30 set 2006 | Mount Lemmon  | Mount Lemmon Survey | —         | MPC                           |
| 489404     | 2006 VP14  | 9 nov 2006  | Kitt Peak     | Spacewatch          | —         | MPC                           |
| 489405     | 2006 VY20  | 31 out 2006 | Mount Lemmon  | Mount Lemmon Survey | —         | MPC                           |
| 489406     | 2006 VN25  | 10 nov 2006 | Kitt Peak     | Spacewatch          | —         | MPC                           |
| 489407     | 2006 VG27  | 10 nov 2006 | Kitt Peak     | Spacewatch          | —         | MPC                           |
| 489408     | 2006 VL30  | 17 out 2006 | Mount Lemmon  | Mount Lemmon Survey | —         | MPC                           |
| 489409     | 2006 VQ33  | 12 out 2006 | Kitt Peak     | Spacewatch          | —         | MPC                           |
| 489410     | 2006 VK36  | 22 out 2006 | Mount Lemmon  | Mount Lemmon Survey | —         | MPC                           |
| 489411     | 2006 VP39  | 16 out 2006 | Kitt Peak     | Spacewatch          | —         | MPC                           |
| 489412     | 2006 VF40  | 28 out 2006 | Mount Lemmon  | Mount Lemmon Survey | —         | MPC                           |
| 489413     | 2006 VT53  | 27 set 2006 | Mount Lemmon  | Mount Lemmon Survey | —         | MPC                           |
| 489414     | 2006 VM55  | 11 nov 2006 | Kitt Peak     | Spacewatch          | —         | MPC                           |
| 489415     | 2006 VG57  | 11 nov 2006 | Kitt Peak     | Spacewatch          | —         | MPC                           |
| 489416     | 2006 VQ70  | 28 out 2006 | Mount Lemmon  | Mount Lemmon Survey | —         | MPC                           |
| 489417     | 2006 VM76  | 12 nov 2006 | Mount Lemmon  | Mount Lemmon Survey | —         | MPC                           |
| 489418     | 2006 VW83  | 19 out 2006 | Mount Lemmon  | Mount Lemmon Survey | —         | MPC                           |
| 489419     | 2006 VA96  | 29 out 2006 | Mount Lemmon  | Mount Lemmon Survey | Phocaea   | MPC                           |
| 489420     | 2006 VF105 | 13 nov 2006 | Kitt Peak     | Spacewatch          | —         | MPC                           |
| 489421     | 2006 VC121 | 27 out 2006 | Catalina      | CSS                 | —         | MPC                           |
| 489422     | 2006 VJ121 | 14 nov 2006 | Catalina      | CSS                 | —         | MPC                           |
| 489423     | 2006 VB126 | 15 nov 2006 | Kitt Peak     | Spacewatch          | —         | MPC                           |
| 489424     | 2006 VN127 | 15 nov 2006 | Kitt Peak     | Spacewatch          | —         | MPC                           |
| 489425     | 2006 VP132 | 28 set 2006 | Mount Lemmon  | Mount Lemmon Survey | —         | MPC                           |
| 489426     | 2006 VE139 | 1 nov 2006  | Mount Lemmon  | Mount Lemmon Survey | —         | MPC                           |
| 489427     | 2006 VF140 | 15 nov 2006 | Kitt Peak     | Spacewatch          | —         | MPC                           |
| 489428     | 2006 VC171 | 13 nov 2006 | Catalina      | CSS                 | —         | MPC                           |
| 489429     | 2006 WM    | 16 nov 2006 | Nyukasa       | Mount Nyukasa Stn.  | —         | MPC                           |
| 489430     | 2006 WH28  | 16 nov 2006 | Mount Lemmon  | Mount Lemmon Survey | —         | MPC                           |
| 489431     | 2006 WE32  | 16 nov 2006 | Kitt Peak     | Spacewatch          | —         | MPC                           |
| 489432     | 2006 WB33  | 16 nov 2006 | Mount Lemmon  | Mount Lemmon Survey | —         | MPC                           |
| 489433     | 2006 WB53  | 16 nov 2006 | Catalina      | CSS                 | —         | MPC                           |
| 489434     | 2006 WC71  | 18 nov 2006 | Kitt Peak     | Spacewatch          | —         | MPC                           |
| 489435     | 2006 WF73  | 21 out 2006 | Kitt Peak     | Spacewatch          | —         | MPC                           |
| 489436     | 2006 WW86  | 18 nov 2006 | Kitt Peak     | Spacewatch          | —         | MPC                           |
| 489437     | 2006 WR95  | 19 nov 2006 | Kitt Peak     | Spacewatch          | Mitidika  | MPC                           |
| 489438     | 2006 WN99  | 19 nov 2006 | Kitt Peak     | Spacewatch          | —         | MPC                           |
| 489439     | 2006 WS175 | 19 nov 2006 | Kitt Peak     | Spacewatch          | —         | MPC                           |
| 489440     | 2006 WK193 | 27 nov 2006 | Kitt Peak     | Spacewatch          | —         | MPC                           |
| 489441     | 2006 WW198 | 21 nov 2006 | Mount Lemmon  | Mount Lemmon Survey | Mitidika  | MPC                           |
| 489442     | 2006 XM13  | 10 nov 2006 | Kitt Peak     | Spacewatch          | —         | MPC                           |
| 489443     | 2006 XW33  | 11 dez 2006 | Kitt Peak     | Spacewatch          | —         | MPC                           |
| 489444     | 2006 XL62  | 15 dez 2006 | Kitt Peak     | Spacewatch          | —         | MPC                           |
| 489445     | 2006 XY63  | 3 out 2006  | Mount Lemmon  | Mount Lemmon Survey | —         | MPC                           |
| 489446     | 2006 YN5   | 11 nov 2006 | Kitt Peak     | Spacewatch          | —         | MPC                           |
| 489447     | 2006 YT28  | 21 dez 2006 | Kitt Peak     | Spacewatch          | —         | MPC                           |
| 489448     | 2006 YL48  | 24 dez 2006 | Kitt Peak     | Spacewatch          | —         | MPC                           |
| 489449     | 2006 YM54  | 21 dez 2006 | Kitt Peak     | Spacewatch          | —         | MPC                           |
| 489450     | 2007 AN13  | 22 nov 2006 | Mount Lemmon  | Mount Lemmon Survey | —         | MPC                           |
| 489451     | 2007 BZ2   | 10 jan 2007 | Kitt Peak     | Spacewatch          | —         | MPC                           |
| 489452     | 2007 BS21  | 28 nov 2006 | Mount Lemmon  | Mount Lemmon Survey | —         | MPC                           |
| 489453     | 2007 BX48  | 24 jan 2007 | Mount Lemmon  | Mount Lemmon Survey | —         | MPC                           |
| 489454     | 2007 BY60  | 13 dez 2006 | Mount Lemmon  | Mount Lemmon Survey | —         | MPC                           |
| 489455     | 2007 BV79  | 26 jan 2007 | Kitt Peak     | Spacewatch          | —         | MPC                           |
| 489456     | 2007 BC81  | 27 jan 2007 | Kitt Peak     | Spacewatch          | —         | MPC                           |
| 489457     | 2007 BW99  | 27 nov 2006 | Mount Lemmon  | Mount Lemmon Survey | —         | MPC                           |
| 489458     | 2007 CJ1   | 28 jan 2007 | Mount Lemmon  | Mount Lemmon Survey | —         | MPC                           |
| 489459     | 2007 CS27  | 18 nov 2006 | Mount Lemmon  | Mount Lemmon Survey | —         | MPC                           |
| 489460     | 2007 CE37  | 6 fev 2007  | Mount Lemmon  | Mount Lemmon Survey | —         | MPC                           |
| 489461     | 2007 CY64  | 10 fev 2007 | Mount Lemmon  | Mount Lemmon Survey | —         | MPC                           |
| 489462     | 2007 CV73  | 29 set 2005 | Mount Lemmon  | Mount Lemmon Survey | —         | MPC                           |
| 489463     | 2007 DX8   | 17 fev 2007 | Kitt Peak     | Spacewatch          | —         | MPC                           |
| 489464     | 2007 DP16  | 17 fev 2007 | Kitt Peak     | Spacewatch          | —         | MPC                           |
| 489465     | 2007 DY27  | 17 fev 2007 | Kitt Peak     | Spacewatch          | —         | MPC                           |
| 489466     | 2007 DD31  | 17 fev 2007 | Kitt Peak     | Spacewatch          | —         | MPC                           |
| 489467     | 2007 DO38  | 17 fev 2007 | Kitt Peak     | Spacewatch          | —         | MPC                           |
| 489468     | 2007 DN62  | 21 fev 2007 | Kitt Peak     | Spacewatch          | —         | MPC                           |
| 489469     | 2007 DF67  | 21 fev 2007 | Kitt Peak     | Spacewatch          | —         | MPC                           |
| 489470     | 2007 DK71  | 21 fev 2007 | Kitt Peak     | Spacewatch          | —         | MPC                           |
| 489471     | 2007 DS75  | 21 fev 2007 | Kitt Peak     | Spacewatch          | —         | MPC                           |
| 489472     | 2007 DH83  | 24 nov 2006 | Mount Lemmon  | Mount Lemmon Survey | —         | MPC                           |
| 489473     | 2007 DW95  | 23 fev 2007 | Kitt Peak     | Spacewatch          | Eos       | MPC                           |
| 489474     | 2007 DL115 | 17 fev 2007 | Kitt Peak     | Spacewatch          | —         | MPC                           |
| 489475     | 2007 ER4   | 9 mar 2007  | Mount Lemmon  | Mount Lemmon Survey | —         | MPC                           |
| 489476     | 2007 EU9   | 21 dez 2006 | Mount Lemmon  | Mount Lemmon Survey | Eos       | MPC                           |
| 489477     | 2007 EU47  | 9 mar 2007  | Mount Lemmon  | Mount Lemmon Survey | —         | MPC                           |
| 489478     | 2007 ET89  | 9 mar 2007  | Kitt Peak     | Spacewatch          | Eos       | MPC                           |
| 489479     | 2007 EL136 | 10 mar 2007 | Mount Lemmon  | Mount Lemmon Survey | —         | MPC                           |
| 489480     | 2007 EF151 | 12 mar 2007 | Mount Lemmon  | Mount Lemmon Survey | —         | MPC                           |
| 489481     | 2007 EZ161 | 29 jan 2007 | Kitt Peak     | Spacewatch          | —         | MPC                           |
| 489482     | 2007 ED162 | 27 jan 2007 | Kitt Peak     | Spacewatch          | —         | MPC                           |
| 489483     | 2007 EC190 | 23 fev 2007 | Mount Lemmon  | Mount Lemmon Survey | —         | MPC                           |
| 489484     | 2007 EJ219 | 14 mar 2007 | Kitt Peak     | Spacewatch          | —         | MPC                           |
| 489485     | 2007 FQ31  | 15 mar 2007 | Kitt Peak     | Spacewatch          | —         | MPC                           |
| 489486     | 2007 GS3   | 11 abr 2007 | Siding Spring | SSS                 | —         | MPC                           |
| 489487     | 2007 GV38  | 13 mar 2007 | Mount Lemmon  | Mount Lemmon Survey | —         | MPC                           |
| 489488     | 2007 GE46  | 14 abr 2007 | Kitt Peak     | Spacewatch          | —         | MPC                           |
| 489489     | 2007 GN59  | 15 abr 2007 | Kitt Peak     | Spacewatch          | —         | MPC                           |
| 489490     | 2007 GA62  | 15 abr 2007 | Kitt Peak     | Spacewatch          | —         | MPC                           |
| 489491     | 2007 GJ64  | 11 abr 2007 | Mount Lemmon  | Mount Lemmon Survey | —         | MPC                           |
| 489492     | 2007 GW75  | 11 abr 2007 | Kitt Peak     | Spacewatch          | —         | MPC                           |
| 489493     | 2007 HL20  | 18 abr 2007 | Kitt Peak     | Spacewatch          | —         | MPC                           |
| 489494     | 2007 HW73  | 26 nov 2005 | Mount Lemmon  | Mount Lemmon Survey | —         | MPC                           |
| 489495     | 2007 JA7   | 9 mai 2007  | Mount Lemmon  | Mount Lemmon Survey | —         | MPC                           |
| 489496     | 2007 JS8   | 9 mai 2007  | Mount Lemmon  | Mount Lemmon Survey | —         | MPC                           |
| 489497     | 2007 JM14  | 10 mai 2007 | Mount Lemmon  | Mount Lemmon Survey | —         | MPC                           |
| 489498     | 2007 JP45  | 22 abr 2007 | Mount Lemmon  | Mount Lemmon Survey | —         | MPC                           |
| 489499     | 2007 LG10  | 25 abr 2007 | Mount Lemmon  | Mount Lemmon Survey | —         | MPC                           |
| 489500     | 2007 LY11  | 11 mai 2007 | Mount Lemmon  | Mount Lemmon Survey | —         | MPC                           |

## 489501–489600
| Designação | Designação | Descoberta  | Descoberta    | Descobridor(es)     | Categoria | Mais informações / Referência |
| Permanente | Provisória | Data        | Local         | Descobridor(es)     | Categoria | Mais informações / Referência |
| ---------- | ---------- | ----------- | ------------- | ------------------- | --------- | ----------------------------- |
| 489501     | 2007 LD17  | 26 mai 2007 | Mount Lemmon  | Mount Lemmon Survey | —         | MPC                           |
| 489502     | 2007 LF22  | 13 jun 2007 | Kitt Peak     | Spacewatch          | —         | MPC                           |
| 489503     | 2007 LR28  | 15 jun 2007 | Kitt Peak     | Spacewatch          | Brangane  | MPC                           |
| 489504     | 2007 MU8   | 25 abr 2007 | Kitt Peak     | Spacewatch          | —         | MPC                           |
| 489505     | 2007 MK14  | 8 jun 2007  | Kitt Peak     | Spacewatch          | —         | MPC                           |
| 489506     | 2007 ME24  | 26 jun 2007 | Catalina      | CSS                 | —         | MPC                           |
| 489507     | 2007 NJ6   | 10 jul 2007 | Siding Spring | SSS                 | —         | MPC                           |
| 489508     | 2007 OL10  | 19 jul 2007 | Siding Spring | SSS                 | —         | MPC                           |
| 489509     | 2007 PH1   | 5 ago 2007  | Altschwendt   | W. Ries             | —         | MPC                           |
| 489510     | 2007 PS8   | 8 ago 2007  | Socorro       | LINEAR              | —         | MPC                           |
| 489511     | 2007 PM21  | 9 ago 2007  | Socorro       | LINEAR              | —         | MPC                           |
| 489512     | 2007 PT22  | 11 ago 2007 | Socorro       | LINEAR              | —         | MPC                           |
| 489513     | 2007 PC35  | 19 jul 2007 | Socorro       | LINEAR              | —         | MPC                           |
| 489514     | 2007 PY48  | 9 ago 2007  | Kitt Peak     | Spacewatch          | —         | MPC                           |
| 489515     | 2007 PJ49  | 8 ago 2007  | Socorro       | LINEAR              | —         | MPC                           |
| 489516     | 2007 PP49  | 10 ago 2007 | Kitt Peak     | Spacewatch          | —         | MPC                           |
| 489517     | 2007 PF50  | 12 ago 2007 | Socorro       | LINEAR              | —         | MPC                           |
| 489518     | 2007 QS6   | 21 ago 2007 | Anderson Mesa | LONEOS              | Mitidika  | MPC                           |
| 489519     | 2007 QZ8   | 9 ago 2007  | Kitt Peak     | Spacewatch          | —         | MPC                           |
| 489520     | 2007 RG9   | 12 ago 2007 | Socorro       | LINEAR              | —         | MPC                           |
| 489521     | 2007 RN27  | 4 set 2007  | Mount Lemmon  | Mount Lemmon Survey | —         | MPC                           |
| 489522     | 2007 RR31  | 5 set 2007  | Catalina      | CSS                 | —         | MPC                           |
| 489523     | 2007 RD42  | 9 set 2007  | Kitt Peak     | Spacewatch          | —         | MPC                           |
| 489524     | 2007 RF42  | 9 set 2007  | Kitt Peak     | Spacewatch          | —         | MPC                           |
| 489525     | 2007 RG50  | 9 set 2007  | Kitt Peak     | Spacewatch          | —         | MPC                           |
| 489526     | 2007 RR51  | 9 set 2007  | Kitt Peak     | Spacewatch          | —         | MPC                           |
| 489527     | 2007 RR56  | 9 set 2007  | Kitt Peak     | Spacewatch          | —         | MPC                           |
| 489528     | 2007 RV64  | 10 set 2007 | Mount Lemmon  | Mount Lemmon Survey | —         | MPC                           |
| 489529     | 2007 RX71  | 10 set 2007 | Kitt Peak     | Spacewatch          | —         | MPC                           |
| 489530     | 2007 RU73  | 10 set 2007 | Mount Lemmon  | Mount Lemmon Survey | —         | MPC                           |
| 489531     | 2007 RG81  | 10 set 2007 | Catalina      | CSS                 | —         | MPC                           |
| 489532     | 2007 RX127 | 12 set 2007 | Mount Lemmon  | Mount Lemmon Survey | —         | MPC                           |
| 489533     | 2007 RH132 | 12 set 2007 | Mount Lemmon  | Mount Lemmon Survey | —         | MPC                           |
| 489534     | 2007 RG147 | 5 set 2007  | Catalina      | CSS                 | —         | MPC                           |
| 489535     | 2007 RS153 | 10 set 2007 | Kitt Peak     | Spacewatch          | Vesta     | MPC                           |
| 489536     | 2007 RK157 | 10 ago 2007 | Kitt Peak     | Spacewatch          | —         | MPC                           |
| 489537     | 2007 RK164 | 10 set 2007 | Kitt Peak     | Spacewatch          | —         | MPC                           |
| 489538     | 2007 RT166 | 10 set 2007 | Kitt Peak     | Spacewatch          | —         | MPC                           |
| 489539     | 2007 RJ167 | 10 set 2007 | Kitt Peak     | Spacewatch          | —         | MPC                           |
| 489540     | 2007 RO172 | 10 set 2007 | Kitt Peak     | Spacewatch          | —         | MPC                           |
| 489541     | 2007 RL204 | 9 set 2007  | Kitt Peak     | Spacewatch          | —         | MPC                           |
| 489542     | 2007 RM220 | 14 set 2007 | Mount Lemmon  | Mount Lemmon Survey | —         | MPC                           |
| 489543     | 2007 RD221 | 14 set 2007 | Mount Lemmon  | Mount Lemmon Survey | —         | MPC                           |
| 489544     | 2007 RM234 | 12 set 2007 | Mount Lemmon  | Mount Lemmon Survey | —         | MPC                           |
| 489545     | 2007 RW258 | 5 set 2007  | Catalina      | CSS                 | —         | MPC                           |
| 489546     | 2007 RB259 | 14 set 2007 | Mount Lemmon  | Mount Lemmon Survey | —         | MPC                           |
| 489547     | 2007 RD264 | 10 ago 2007 | Kitt Peak     | Spacewatch          | —         | MPC                           |
| 489548     | 2007 RC271 | 15 set 2007 | Kitt Peak     | Spacewatch          | —         | MPC                           |
| 489549     | 2007 RT286 | 4 set 2007  | Mount Lemmon  | Mount Lemmon Survey | —         | MPC                           |
| 489550     | 2007 RT288 | 14 set 2007 | Mount Lemmon  | Mount Lemmon Survey | —         | MPC                           |
| 489551     | 2007 RZ289 | 14 set 2007 | Mount Lemmon  | Mount Lemmon Survey | —         | MPC                           |
| 489552     | 2007 RH292 | 12 set 2007 | Mount Lemmon  | Mount Lemmon Survey | —         | MPC                           |
| 489553     | 2007 RF297 | 10 set 2007 | Kitt Peak     | Spacewatch          | —         | MPC                           |
| 489554     | 2007 RZ298 | 12 set 2007 | Anderson Mesa | LONEOS              | —         | MPC                           |
| 489555     | 2007 RM311 | 13 set 2007 | Catalina      | CSS                 | —         | MPC                           |
| 489556     | 2007 RN323 | 9 set 2007  | Mount Lemmon  | Mount Lemmon Survey | —         | MPC                           |
| 489557     | 2007 SP11  | 25 set 2007 | Mount Lemmon  | Mount Lemmon Survey | —         | MPC                           |
| 489558     | 2007 SW21  | 20 set 2007 | Catalina      | CSS                 | —         | MPC                           |
| 489559     | 2007 TV2   | 2 out 2007  | Majdanak      | Majdanak Obs.       | —         | MPC                           |
| 489560     | 2007 TG11  | 6 out 2007  | Socorro       | LINEAR              | —         | MPC                           |
| 489561     | 2007 TA18  | 4 out 2007  | Kitt Peak     | Spacewatch          | —         | MPC                           |
| 489562     | 2007 TU21  | 4 out 2007  | Catalina      | CSS                 | —         | MPC                           |
| 489563     | 2007 TB27  | 11 set 2007 | Mount Lemmon  | Mount Lemmon Survey | Mitidika  | MPC                           |
| 489564     | 2007 TY28  | 4 out 2007  | Kitt Peak     | Spacewatch          | —         | MPC                           |
| 489565     | 2007 TZ29  | 15 set 2007 | Mount Lemmon  | Mount Lemmon Survey | —         | MPC                           |
| 489566     | 2007 TK30  | 8 set 2007  | Mount Lemmon  | Mount Lemmon Survey | —         | MPC                           |
| 489567     | 2007 TE34  | 12 set 2007 | Mount Lemmon  | Mount Lemmon Survey | —         | MPC                           |
| 489568     | 2007 TR37  | 12 set 2007 | Mount Lemmon  | Mount Lemmon Survey | —         | MPC                           |
| 489569     | 2007 TU38  | 9 set 2007  | Mount Lemmon  | Mount Lemmon Survey | —         | MPC                           |
| 489570     | 2007 TR58  | 5 out 2007  | Kitt Peak     | Spacewatch          | —         | MPC                           |
| 489571     | 2007 TC60  | 5 out 2007  | Kitt Peak     | Spacewatch          | Brangane  | MPC                           |
| 489572     | 2007 TK61  | 8 set 2007  | Mount Lemmon  | Mount Lemmon Survey | —         | MPC                           |
| 489573     | 2007 TM61  | 15 set 2007 | Mount Lemmon  | Mount Lemmon Survey | —         | MPC                           |
| 489574     | 2007 TP65  | 9 out 2007  | Needville     | Needville Obs.      | —         | MPC                           |
| 489575     | 2007 TT66  | 8 out 2007  | Catalina      | CSS                 | —         | MPC                           |
| 489576     | 2007 TW75  | 4 out 2007  | Kitt Peak     | Spacewatch          | —         | MPC                           |
| 489577     | 2007 TE83  | 13 set 2007 | Mount Lemmon  | Mount Lemmon Survey | —         | MPC                           |
| 489578     | 2007 TF84  | 8 out 2007  | Catalina      | CSS                 | —         | MPC                           |
| 489579     | 2007 TH88  | 8 out 2007  | Mount Lemmon  | Mount Lemmon Survey | —         | MPC                           |
| 489580     | 2007 TZ94  | 7 out 2007  | Catalina      | CSS                 | —         | MPC                           |
| 489581     | 2007 TB100 | 8 out 2007  | Mount Lemmon  | Mount Lemmon Survey | —         | MPC                           |
| 489582     | 2007 TM103 | 12 set 2007 | Mount Lemmon  | Mount Lemmon Survey | —         | MPC                           |
| 489583     | 2007 TK105 | 13 set 2007 | Mount Lemmon  | Mount Lemmon Survey | —         | MPC                           |
| 489584     | 2007 TS110 | 8 out 2007  | Catalina      | CSS                 | —         | MPC                           |
| 489585     | 2007 TG122 | 6 out 2007  | Kitt Peak     | Spacewatch          | —         | MPC                           |
| 489586     | 2007 TP122 | 20 set 2001 | Kitt Peak     | Spacewatch          | —         | MPC                           |
| 489587     | 2007 TC126 | 6 out 2007  | Kitt Peak     | Spacewatch          | —         | MPC                           |
| 489588     | 2007 TD126 | 6 out 2007  | Kitt Peak     | Spacewatch          | Mitidika  | MPC                           |
| 489589     | 2007 TW129 | 15 set 2007 | Mount Lemmon  | Mount Lemmon Survey | —         | MPC                           |
| 489590     | 2007 TW136 | 8 out 2007  | Catalina      | CSS                 | —         | MPC                           |
| 489591     | 2007 TM137 | 25 set 2007 | Mount Lemmon  | Mount Lemmon Survey | —         | MPC                           |
| 489592     | 2007 TP140 | 9 out 2007  | Mount Lemmon  | Mount Lemmon Survey | —         | MPC                           |
| 489593     | 2007 TJ148 | 11 set 2007 | Catalina      | CSS                 | —         | MPC                           |
| 489594     | 2007 TA150 | 9 out 2007  | Socorro       | LINEAR              | —         | MPC                           |
| 489595     | 2007 TT152 | 1 ago 1998  | Caussols      | ODAS                | —         | MPC                           |
| 489596     | 2007 TN160 | 8 out 2007  | Catalina      | CSS                 | —         | MPC                           |
| 489597     | 2007 TV161 | 11 out 2007 | Socorro       | LINEAR              | —         | MPC                           |
| 489598     | 2007 TK163 | 9 out 2007  | Mount Lemmon  | Mount Lemmon Survey | —         | MPC                           |
| 489599     | 2007 TN165 | 10 out 2007 | XuYi          | PMO NEO             | —         | MPC                           |
| 489600     | 2007 TR168 | 12 out 2007 | Socorro       | LINEAR              | —         | MPC                           |

## 489601–489700
| Designação             | Designação | Descoberta  | Descoberta      | Descobridor(es)     | Categoria | Mais informações / Referência |
| Permanente             | Provisória | Data        | Local           | Descobridor(es)     | Categoria | Mais informações / Referência |
| ---------------------- | ---------- | ----------- | --------------- | ------------------- | --------- | ----------------------------- |
| 489601                 | 2007 TQ170 | 12 out 2007 | Socorro         | LINEAR              | —         | MPC                           |
| 489602                 | 2007 TT175 | 12 abr 2004 | Anderson Mesa   | LONEOS              | —         | MPC                           |
| 489603 Kurtschreckling | 2007 TU184 | 13 out 2007 | Gaisberg        | R. Gierlinger       | —         | MPC                           |
| 489604                 | 2007 TR190 | 4 out 2007  | Mount Lemmon    | Mount Lemmon Survey | —         | MPC                           |
| 489605                 | 2007 TR194 | 7 out 2007  | Mount Lemmon    | Mount Lemmon Survey | —         | MPC                           |
| 489606                 | 2007 TP195 | 7 out 2007  | Mount Lemmon    | Mount Lemmon Survey | —         | MPC                           |
| 489607                 | 2007 TY197 | 8 out 2007  | Kitt Peak       | Spacewatch          | —         | MPC                           |
| 489608                 | 2007 TL202 | 8 out 2007  | Mount Lemmon    | Mount Lemmon Survey | —         | MPC                           |
| 489609                 | 2007 TJ215 | 12 set 2007 | Mount Lemmon    | Mount Lemmon Survey | —         | MPC                           |
| 489610                 | 2007 TP219 | 8 out 2007  | Mount Lemmon    | Mount Lemmon Survey | —         | MPC                           |
| 489611                 | 2007 TO224 | 11 out 2007 | Kitt Peak       | Spacewatch          | —         | MPC                           |
| 489612                 | 2007 TV225 | 8 out 2007  | Kitt Peak       | Spacewatch          | —         | MPC                           |
| 489613                 | 2007 TN234 | 8 out 2007  | Kitt Peak       | Spacewatch          | —         | MPC                           |
| 489614                 | 2007 TO242 | 9 set 2007  | Anderson Mesa   | LONEOS              | —         | MPC                           |
| 489615                 | 2007 TZ246 | 9 out 2007  | Mount Lemmon    | Mount Lemmon Survey | —         | MPC                           |
| 489616                 | 2007 TJ256 | 10 out 2007 | Kitt Peak       | Spacewatch          | —         | MPC                           |
| 489617                 | 2007 TY268 | 9 out 2007  | Kitt Peak       | Spacewatch          | —         | MPC                           |
| 489618                 | 2007 TB277 | 7 out 2007  | Catalina        | CSS                 | —         | MPC                           |
| 489619                 | 2007 TC278 | 4 out 2007  | Kitt Peak       | Spacewatch          | —         | MPC                           |
| 489620                 | 2007 TO281 | 7 out 2007  | Mount Lemmon    | Mount Lemmon Survey | —         | MPC                           |
| 489621                 | 2007 TW300 | 25 set 2007 | Mount Lemmon    | Mount Lemmon Survey | —         | MPC                           |
| 489622                 | 2007 TS308 | 23 ago 2007 | Kitt Peak       | Spacewatch          | —         | MPC                           |
| 489623                 | 2007 TR310 | 11 out 2007 | Kitt Peak       | Spacewatch          | —         | MPC                           |
| 489624                 | 2007 TE318 | 12 out 2007 | Kitt Peak       | Spacewatch          | —         | MPC                           |
| 489625                 | 2007 TU323 | 11 out 2007 | Kitt Peak       | Spacewatch          | —         | MPC                           |
| 489626                 | 2007 TE324 | 11 out 2007 | Kitt Peak       | Spacewatch          | —         | MPC                           |
| 489627                 | 2007 TJ334 | 11 out 2007 | Kitt Peak       | Spacewatch          | Brangane  | MPC                           |
| 489628                 | 2007 TV335 | 12 out 2007 | Kitt Peak       | Spacewatch          | —         | MPC                           |
| 489629                 | 2007 TZ345 | 10 set 2007 | Kitt Peak       | Spacewatch          | Ursula    | MPC                           |
| 489630                 | 2007 TE355 | 11 out 2007 | Catalina        | CSS                 | —         | MPC                           |
| 489631                 | 2007 TN361 | 14 out 2007 | Mount Lemmon    | Mount Lemmon Survey | —         | MPC                           |
| 489632                 | 2007 TE367 | 9 out 2007  | Purple Mountain | PMO NEO             | —         | MPC                           |
| 489633                 | 2007 TE369 | 12 set 2007 | Mount Lemmon    | Mount Lemmon Survey | —         | MPC                           |
| 489634                 | 2007 TR386 | 15 out 2007 | Kitt Peak       | Spacewatch          | —         | MPC                           |
| 489635                 | 2007 TO391 | 8 out 2007  | Socorro         | LINEAR              | —         | MPC                           |
| 489636                 | 2007 TN395 | 25 set 2007 | Mount Lemmon    | Mount Lemmon Survey | —         | MPC                           |
| 489637                 | 2007 TA413 | 14 set 2007 | Catalina        | CSS                 | —         | MPC                           |
| 489638                 | 2007 TY417 | 15 set 2007 | Catalina        | CSS                 | —         | MPC                           |
| 489639                 | 2007 TC424 | 7 out 2007  | Catalina        | CSS                 | —         | MPC                           |
| 489640                 | 2007 TT425 | 8 out 2007  | Mount Lemmon    | Mount Lemmon Survey | —         | MPC                           |
| 489641                 | 2007 TO427 | 10 out 2007 | Kitt Peak       | Spacewatch          | Eos       | MPC                           |
| 489642                 | 2007 TQ427 | 10 out 2007 | Kitt Peak       | Spacewatch          | —         | MPC                           |
| 489643                 | 2007 TH436 | 18 set 2007 | Socorro         | LINEAR              | Mitidika  | MPC                           |
| 489644                 | 2007 TP437 | 13 set 2007 | Mount Lemmon    | Mount Lemmon Survey | —         | MPC                           |
| 489645                 | 2007 TL443 | 7 out 2007  | Catalina        | CSS                 | —         | MPC                           |
| 489646                 | 2007 TD444 | 4 out 2007  | Catalina        | CSS                 | —         | MPC                           |
| 489647                 | 2007 UA10  | 17 out 2007 | Anderson Mesa   | LONEOS              | —         | MPC                           |
| 489648                 | 2007 US13  | 16 out 2007 | Mount Lemmon    | Mount Lemmon Survey | —         | MPC                           |
| 489649                 | 2007 UG17  | 11 set 2007 | Mount Lemmon    | Mount Lemmon Survey | —         | MPC                           |
| 489650                 | 2007 UX19  | 14 set 2007 | Mount Lemmon    | Mount Lemmon Survey | —         | MPC                           |
| 489651                 | 2007 UB23  | 8 out 2007  | Kitt Peak       | Spacewatch          | —         | MPC                           |
| 489652                 | 2007 UP25  | 16 out 2007 | Kitt Peak       | Spacewatch          | —         | MPC                           |
| 489653                 | 2007 UD36  | 19 out 2007 | Catalina        | CSS                 | —         | MPC                           |
| 489654                 | 2007 UA38  | 19 out 2007 | Kitt Peak       | Spacewatch          | —         | MPC                           |
| 489655                 | 2007 UY52  | 8 out 2007  | Kitt Peak       | Spacewatch          | —         | MPC                           |
| 489656                 | 2007 UP53  | 16 set 2003 | Kitt Peak       | Spacewatch          | —         | MPC                           |
| 489657                 | 2007 UH69  | 30 out 2007 | Mount Lemmon    | Mount Lemmon Survey | —         | MPC                           |
| 489658                 | 2007 UK87  | 18 set 2007 | Mount Lemmon    | Mount Lemmon Survey | —         | MPC                           |
| 489659                 | 2007 UB90  | 24 abr 2004 | Kitt Peak       | Spacewatch          | —         | MPC                           |
| 489660                 | 2007 UQ97  | 10 set 2007 | Mount Lemmon    | Mount Lemmon Survey | —         | MPC                           |
| 489661                 | 2007 UF98  | 30 out 2007 | Kitt Peak       | Spacewatch          | —         | MPC                           |
| 489662                 | 2007 UG104 | 15 set 2007 | Mount Lemmon    | Mount Lemmon Survey | —         | MPC                           |
| 489663                 | 2007 UH105 | 30 out 2007 | Kitt Peak       | Spacewatch          | —         | MPC                           |
| 489664                 | 2007 UW115 | 31 out 2007 | Kitt Peak       | Spacewatch          | —         | MPC                           |
| 489665                 | 2007 UW121 | 20 out 2007 | Kitt Peak       | Spacewatch          | —         | MPC                           |
| 489666                 | 2007 UL122 | 20 out 2007 | Kitt Peak       | Spacewatch          | Meliboea  | MPC                           |
| 489667                 | 2007 UQ122 | 14 set 2007 | Mount Lemmon    | Mount Lemmon Survey | —         | MPC                           |
| 489668                 | 2007 UU128 | 23 out 2007 | Kitt Peak       | Spacewatch          | —         | MPC                           |
| 489669                 | 2007 UG129 | 19 out 2007 | Mount Lemmon    | Mount Lemmon Survey | —         | MPC                           |
| 489670                 | 2007 UJ135 | 19 out 2007 | Mount Lemmon    | Mount Lemmon Survey | —         | MPC                           |
| 489671                 | 2007 UO141 | 16 out 2007 | Mount Lemmon    | Mount Lemmon Survey | —         | MPC                           |
| 489672                 | 2007 VH10  | 5 nov 2007  | Kitt Peak       | Spacewatch          | —         | MPC                           |
| 489673                 | 2007 VE15  | 1 nov 2007  | Kitt Peak       | Spacewatch          | —         | MPC                           |
| 489674                 | 2007 VB28  | 10 out 2007 | Mount Lemmon    | Mount Lemmon Survey | —         | MPC                           |
| 489675                 | 2007 VH34  | 3 nov 2007  | Kitt Peak       | Spacewatch          | —         | MPC                           |
| 489676                 | 2007 VT46  | 1 nov 2007  | Kitt Peak       | Spacewatch          | —         | MPC                           |
| 489677                 | 2007 VH47  | 16 out 2007 | Mount Lemmon    | Mount Lemmon Survey | —         | MPC                           |
| 489678                 | 2007 VZ47  | 1 nov 2007  | Kitt Peak       | Spacewatch          | —         | MPC                           |
| 489679                 | 2007 VK48  | 9 out 2007  | Kitt Peak       | Spacewatch          | —         | MPC                           |
| 489680                 | 2007 VQ56  | 1 nov 2007  | Kitt Peak       | Spacewatch          | —         | MPC                           |
| 489681                 | 2007 VS56  | 1 nov 2007  | Kitt Peak       | Spacewatch          | —         | MPC                           |
| 489682                 | 2007 VV64  | 1 nov 2007  | Kitt Peak       | Spacewatch          | —         | MPC                           |
| 489683                 | 2007 VG74  | 7 out 2007  | Mount Lemmon    | Mount Lemmon Survey | —         | MPC                           |
| 489684                 | 2007 VH77  | 3 nov 2007  | Kitt Peak       | Spacewatch          | —         | MPC                           |
| 489685                 | 2007 VY85  | 9 out 2007  | Catalina        | CSS                 | —         | MPC                           |
| 489686                 | 2007 VH88  | 2 nov 2007  | Socorro         | LINEAR              | —         | MPC                           |
| 489687                 | 2007 VU89  | 12 out 2007 | Kitt Peak       | Spacewatch          | —         | MPC                           |
| 489688                 | 2007 VY94  | 26 set 2007 | Mount Lemmon    | Mount Lemmon Survey | —         | MPC                           |
| 489689                 | 2007 VS96  | 26 set 2007 | Mount Lemmon    | Mount Lemmon Survey | —         | MPC                           |
| 489690                 | 2007 VP98  | 26 set 2007 | Mount Lemmon    | Mount Lemmon Survey | —         | MPC                           |
| 489691                 | 2007 VW99  | 12 out 2007 | Socorro         | LINEAR              | —         | MPC                           |
| 489692                 | 2007 VK106 | 3 nov 2007  | Kitt Peak       | Spacewatch          | —         | MPC                           |
| 489693                 | 2007 VH107 | 3 nov 2007  | Kitt Peak       | Spacewatch          | —         | MPC                           |
| 489694                 | 2007 VN108 | 10 out 2007 | Mount Lemmon    | Mount Lemmon Survey | —         | MPC                           |
| 489695                 | 2007 VA113 | 3 nov 2007  | Kitt Peak       | Spacewatch          | —         | MPC                           |
| 489696                 | 2007 VC119 | 4 nov 2007  | Kitt Peak       | Spacewatch          | Phocaea   | MPC                           |
| 489697                 | 2007 VK120 | 12 set 2007 | Mount Lemmon    | Mount Lemmon Survey | —         | MPC                           |
| 489698                 | 2007 VY123 | 18 out 2007 | Kitt Peak       | Spacewatch          | —         | MPC                           |
| 489699                 | 2007 VG124 | 14 set 2007 | Mount Lemmon    | Mount Lemmon Survey | —         | MPC                           |
| 489700                 | 2007 VK125 | 5 nov 2007  | XuYi            | PMO NEO             | —         | MPC                           |

## 489701–489800
| Designação | Designação | Descoberta  | Descoberta      | Descobridor(es)     | Categoria | Mais informações / Referência |
| Permanente | Provisória | Data        | Local           | Descobridor(es)     | Categoria | Mais informações / Referência |
| ---------- | ---------- | ----------- | --------------- | ------------------- | --------- | ----------------------------- |
| 489701     | 2007 VV135 | 3 nov 2007  | Mount Lemmon    | Mount Lemmon Survey | —         | MPC                           |
| 489702     | 2007 VL155 | 5 nov 2007  | Kitt Peak       | Spacewatch          | —         | MPC                           |
| 489703     | 2007 VR157 | 10 set 2007 | Mount Lemmon    | Mount Lemmon Survey | —         | MPC                           |
| 489704     | 2007 VY158 | 5 nov 2007  | Kitt Peak       | Spacewatch          | —         | MPC                           |
| 489705     | 2007 VK160 | 5 nov 2007  | Kitt Peak       | Spacewatch          | —         | MPC                           |
| 489706     | 2007 VG171 | 7 nov 2007  | Kitt Peak       | Spacewatch          | —         | MPC                           |
| 489707     | 2007 VQ177 | 14 set 2007 | Mount Lemmon    | Mount Lemmon Survey | —         | MPC                           |
| 489708     | 2007 VL183 | 8 nov 2007  | Catalina        | CSS                 | —         | MPC                           |
| 489709     | 2007 VH202 | 6 nov 2007  | Kitt Peak       | Spacewatch          | —         | MPC                           |
| 489710     | 2007 VK213 | 1 nov 2007  | Kitt Peak       | Spacewatch          | —         | MPC                           |
| 489711     | 2007 VU215 | 1 nov 2007  | Kitt Peak       | Spacewatch          | Brangane  | MPC                           |
| 489712     | 2007 VY230 | 17 out 2007 | Mount Lemmon    | Mount Lemmon Survey | —         | MPC                           |
| 489713     | 2007 VD237 | 30 out 2007 | Mount Lemmon    | Mount Lemmon Survey | —         | MPC                           |
| 489714     | 2007 VR237 | 11 nov 2007 | Mount Lemmon    | Mount Lemmon Survey | —         | MPC                           |
| 489715     | 2007 VP239 | 5 nov 2007  | Kitt Peak       | Spacewatch          | —         | MPC                           |
| 489716     | 2007 VX242 | 13 nov 2007 | Mount Lemmon    | Mount Lemmon Survey | —         | MPC                           |
| 489717     | 2007 VA243 | 9 out 2007  | Mount Lemmon    | Mount Lemmon Survey | —         | MPC                           |
| 489718     | 2007 VK245 | 14 nov 2007 | Bisei SG Center | BATTeRS             | —         | MPC                           |
| 489719     | 2007 VH253 | 2 nov 2007  | Catalina        | CSS                 | —         | MPC                           |
| 489720     | 2007 VE278 | 14 nov 2007 | Kitt Peak       | Spacewatch          | —         | MPC                           |
| 489721     | 2007 VD290 | 14 nov 2007 | Kitt Peak       | Spacewatch          | —         | MPC                           |
| 489722     | 2007 VP290 | 14 nov 2007 | Kitt Peak       | Spacewatch          | —         | MPC                           |
| 489723     | 2007 VS314 | 2 nov 2007  | Mount Lemmon    | Mount Lemmon Survey | —         | MPC                           |
| 489724     | 2007 VU314 | 2 nov 2007  | Kitt Peak       | Spacewatch          | —         | MPC                           |
| 489725     | 2007 VH315 | 5 nov 2007  | Kitt Peak       | Spacewatch          | —         | MPC                           |
| 489726     | 2007 VT320 | 15 set 2007 | Mount Lemmon    | Mount Lemmon Survey | —         | MPC                           |
| 489727     | 2007 VB325 | 1 nov 2007  | Kitt Peak       | Spacewatch          | —         | MPC                           |
| 489728     | 2007 WT14  | 30 out 2007 | Kitt Peak       | Spacewatch          | —         | MPC                           |
| 489729     | 2007 WS32  | 18 nov 2007 | Socorro         | LINEAR              | —         | MPC                           |
| 489730     | 2007 WM58  | 17 nov 2007 | Kitt Peak       | Spacewatch          | —         | MPC                           |
| 489731     | 2007 WP61  | 19 nov 2007 | Mount Lemmon    | Mount Lemmon Survey | —         | MPC                           |
| 489732     | 2007 WX61  | 17 nov 2007 | Socorro         | LINEAR              | Flora     | MPC                           |
| 489733     | 2007 WJ62  | 18 nov 2007 | Mount Lemmon    | Mount Lemmon Survey | —         | MPC                           |
| 489734     | 2007 WB63  | 19 nov 2007 | Kitt Peak       | Spacewatch          | —         | MPC                           |
| 489735     | 2007 XH7   | 6 nov 2007  | Kitt Peak       | Spacewatch          | —         | MPC                           |
| 489736     | 2007 XB17  | 7 nov 2007  | Kitt Peak       | Spacewatch          | —         | MPC                           |
| 489737     | 2007 XG17  | 4 dez 2007  | Mount Lemmon    | Mount Lemmon Survey | —         | MPC                           |
| 489738     | 2007 XJ18  | 10 dez 2007 | Socorro         | LINEAR              | —         | MPC                           |
| 489739     | 2007 XE40  | 13 dez 2007 | Socorro         | LINEAR              | —         | MPC                           |
| 489740     | 2007 XB42  | 2 nov 2007  | Mount Lemmon    | Mount Lemmon Survey | —         | MPC                           |
| 489741     | 2007 XO49  | 15 dez 2007 | Catalina        | CSS                 | —         | MPC                           |
| 489742     | 2007 XJ51  | 4 dez 2007  | Kitt Peak       | Spacewatch          | —         | MPC                           |
| 489743     | 2007 XP58  | 6 dez 2007  | Mount Lemmon    | Mount Lemmon Survey | —         | MPC                           |
| 489744     | 2007 XA59  | 14 dez 2007 | Mount Lemmon    | Mount Lemmon Survey | —         | MPC                           |
| 489745     | 2007 YC1   | 4 dez 2007  | Kitt Peak       | Spacewatch          | —         | MPC                           |
| 489746     | 2007 YU5   | 20 nov 2007 | Mount Lemmon    | Mount Lemmon Survey | —         | MPC                           |
| 489747     | 2007 YT22  | 16 dez 2007 | Mount Lemmon    | Mount Lemmon Survey | —         | MPC                           |
| 489748     | 2007 YR33  | 28 dez 2007 | Kitt Peak       | Spacewatch          | —         | MPC                           |
| 489749     | 2007 YX42  | 30 dez 2007 | Mount Lemmon    | Mount Lemmon Survey | —         | MPC                           |
| 489750     | 2007 YG49  | 20 dez 2007 | Kitt Peak       | Spacewatch          | —         | MPC                           |
| 489751     | 2007 YK49  | 20 dez 2007 | Kitt Peak       | Spacewatch          | —         | MPC                           |
| 489752     | 2007 YK62  | 19 set 2006 | Kitt Peak       | Spacewatch          | —         | MPC                           |
| 489753     | 2007 YQ66  | 30 dez 2007 | Mount Lemmon    | Mount Lemmon Survey | —         | MPC                           |
| 489754     | 2007 YP67  | 17 dez 2007 | Mount Lemmon    | Mount Lemmon Survey | —         | MPC                           |
| 489755     | 2007 YA71  | 16 dez 2007 | Socorro         | LINEAR              | —         | MPC                           |
| 489756     | 2008 AX3   | 6 nov 2007  | Mount Lemmon    | Mount Lemmon Survey | —         | MPC                           |
| 489757     | 2008 AK16  | 10 jan 2008 | Mount Lemmon    | Mount Lemmon Survey | —         | MPC                           |
| 489758     | 2008 AW26  | 10 jan 2008 | Kitt Peak       | Spacewatch          | —         | MPC                           |
| 489759     | 2008 AW35  | 30 dez 2007 | Kitt Peak       | Spacewatch          | —         | MPC                           |
| 489760     | 2008 AW38  | 7 nov 2007  | Mount Lemmon    | Mount Lemmon Survey | —         | MPC                           |
| 489761     | 2008 AV43  | 10 jan 2008 | Kitt Peak       | Spacewatch          | —         | MPC                           |
| 489762     | 2008 AQ46  | 11 jan 2008 | Kitt Peak       | Spacewatch          | Brangane  | MPC                           |
| 489763     | 2008 AG54  | 11 jan 2008 | Kitt Peak       | Spacewatch          | —         | MPC                           |
| 489764     | 2008 AY54  | 24 out 2003 | Kitt Peak       | Spacewatch          | Mitidika  | MPC                           |
| 489765     | 2008 AU59  | 31 dez 2007 | Kitt Peak       | Spacewatch          | —         | MPC                           |
| 489766     | 2008 AL66  | 11 jan 2008 | Kitt Peak       | Spacewatch          | Phocaea   | MPC                           |
| 489767     | 2008 AZ71  | 10 jan 2008 | Catalina        | CSS                 | —         | MPC                           |
| 489768     | 2008 AQ90  | 13 jan 2008 | Kitt Peak       | Spacewatch          | —         | MPC                           |
| 489769     | 2008 AS91  | 8 nov 2007  | Mount Lemmon    | Mount Lemmon Survey | —         | MPC                           |
| 489770     | 2008 AY97  | 31 dez 2007 | Mount Lemmon    | Mount Lemmon Survey | —         | MPC                           |
| 489771     | 2008 AV107 | 15 jan 2008 | Kitt Peak       | Spacewatch          | —         | MPC                           |
| 489772     | 2008 AK108 | 15 jan 2008 | Mount Lemmon    | Mount Lemmon Survey | —         | MPC                           |
| 489773     | 2008 AB109 | 15 jan 2008 | Kitt Peak       | Spacewatch          | —         | MPC                           |
| 489774     | 2008 AG138 | 15 jan 2008 | Mount Lemmon    | Mount Lemmon Survey | —         | MPC                           |
| 489775     | 2008 BU1   | 16 jan 2008 | Kitt Peak       | Spacewatch          | —         | MPC                           |
| 489776     | 2008 BV7   | 19 dez 2007 | Mount Lemmon    | Mount Lemmon Survey | —         | MPC                           |
| 489777     | 2008 BW51  | 18 jan 2008 | Kitt Peak       | Spacewatch          | —         | MPC                           |
| 489778     | 2008 CD7   | 31 dez 2007 | Mount Lemmon    | Mount Lemmon Survey | —         | MPC                           |
| 489779     | 2008 CL7   | 2 fev 2008  | Kitt Peak       | Spacewatch          | —         | MPC                           |
| 489780     | 2008 CC30  | 2 fev 2008  | Kitt Peak       | Spacewatch          | —         | MPC                           |
| 489781     | 2008 CH34  | 2 fev 2008  | Kitt Peak       | Spacewatch          | —         | MPC                           |
| 489782     | 2008 CD40  | 15 jan 2008 | Mount Lemmon    | Mount Lemmon Survey | —         | MPC                           |
| 489783     | 2008 CH40  | 2 fev 2008  | Mount Lemmon    | Mount Lemmon Survey | —         | MPC                           |
| 489784     | 2008 CJ43  | 2 fev 2008  | Kitt Peak       | Spacewatch          | —         | MPC                           |
| 489785     | 2008 CP43  | 2 fev 2008  | Kitt Peak       | Spacewatch          | —         | MPC                           |
| 489786     | 2008 CR62  | 19 dez 2007 | Mount Lemmon    | Mount Lemmon Survey | —         | MPC                           |
| 489787     | 2008 CT81  | 5 dez 2007  | Mount Lemmon    | Mount Lemmon Survey | —         | MPC                           |
| 489788     | 2008 CX84  | 7 fev 2008  | Kitt Peak       | Spacewatch          | —         | MPC                           |
| 489789     | 2008 CF94  | 8 fev 2008  | Mount Lemmon    | Mount Lemmon Survey | —         | MPC                           |
| 489790     | 2008 CX99  | 9 fev 2008  | Kitt Peak       | Spacewatch          | —         | MPC                           |
| 489791     | 2008 CT112 | 10 fev 2008 | Kitt Peak       | Spacewatch          | —         | MPC                           |
| 489792     | 2008 CV141 | 8 fev 2008  | Kitt Peak       | Spacewatch          | —         | MPC                           |
| 489793     | 2008 CK143 | 30 jan 2008 | Mount Lemmon    | Mount Lemmon Survey | —         | MPC                           |
| 489794     | 2008 CY144 | 9 fev 2008  | Kitt Peak       | Spacewatch          | —         | MPC                           |
| 489795     | 2008 CP146 | 9 fev 2008  | Kitt Peak       | Spacewatch          | —         | MPC                           |
| 489796     | 2008 CF148 | 8 fev 2008  | Mount Lemmon    | Mount Lemmon Survey | —         | MPC                           |
| 489797     | 2008 CZ154 | 10 jan 2008 | Mount Lemmon    | Mount Lemmon Survey | —         | MPC                           |
| 489798     | 2008 CZ155 | 9 fev 2008  | Catalina        | CSS                 | —         | MPC                           |
| 489799     | 2008 CK156 | 9 fev 2008  | Kitt Peak       | Spacewatch          | —         | MPC                           |
| 489800     | 2008 CQ159 | 13 jan 2008 | Kitt Peak       | Spacewatch          | —         | MPC                           |

## 489801–489900
| Designação | Designação | Descoberta  | Descoberta   | Descobridor(es)     | Categoria | Mais informações / Referência |
| Permanente | Provisória | Data        | Local        | Descobridor(es)     | Categoria | Mais informações / Referência |
| ---------- | ---------- | ----------- | ------------ | ------------------- | --------- | ----------------------------- |
| 489801     | 2008 CW169 | 12 fev 2008 | Mount Lemmon | Mount Lemmon Survey | —         | MPC                           |
| 489802     | 2008 CS181 | 2 fev 2008  | Kitt Peak    | Spacewatch          | —         | MPC                           |
| 489803     | 2008 CB182 | 11 fev 2008 | Mount Lemmon | Mount Lemmon Survey | —         | MPC                           |
| 489804     | 2008 CB186 | 17 jan 2008 | Mount Lemmon | Mount Lemmon Survey | —         | MPC                           |
| 489805     | 2008 CS191 | 2 fev 2008  | Kitt Peak    | Spacewatch          | —         | MPC                           |
| 489806     | 2008 CG193 | 11 fev 2008 | Mount Lemmon | Mount Lemmon Survey | —         | MPC                           |
| 489807     | 2008 CN197 | 9 fev 2008  | Kitt Peak    | Spacewatch          | —         | MPC                           |
| 489808     | 2008 CE209 | 2 fev 2008  | Socorro      | LINEAR              | —         | MPC                           |
| 489809     | 2008 CK209 | 2 fev 2008  | Catalina     | CSS                 | —         | MPC                           |
| 489810     | 2008 DF12  | 16 jan 2008 | Kitt Peak    | Spacewatch          | —         | MPC                           |
| 489811     | 2008 DM12  | 26 fev 2008 | Kitt Peak    | Spacewatch          | —         | MPC                           |
| 489812     | 2008 DY27  | 30 jan 2008 | Mount Lemmon | Mount Lemmon Survey | —         | MPC                           |
| 489813     | 2008 DE29  | 19 jan 2008 | Kitt Peak    | Spacewatch          | Mitidika  | MPC                           |
| 489814     | 2008 DS82  | 28 fev 2008 | Kitt Peak    | Spacewatch          | —         | MPC                           |
| 489815     | 2008 DK85  | 27 fev 2008 | Mount Lemmon | Mount Lemmon Survey | —         | MPC                           |
| 489816     | 2008 DQ85  | 28 fev 2008 | Kitt Peak    | Spacewatch          | —         | MPC                           |
| 489817     | 2008 DM86  | 28 fev 2008 | Mount Lemmon | Mount Lemmon Survey | —         | MPC                           |
| 489818     | 2008 EB2   | 1 mar 2008  | Kitt Peak    | Spacewatch          | —         | MPC                           |
| 489819     | 2008 EC5   | 1 mar 2008  | Kanab        | E. E. Sheridan      | —         | MPC                           |
| 489820     | 2008 EX17  | 1 mar 2008  | Kitt Peak    | Spacewatch          | —         | MPC                           |
| 489821     | 2008 EN33  | 1 mar 2008  | Kitt Peak    | Spacewatch          | —         | MPC                           |
| 489822     | 2008 EO33  | 30 jan 2008 | Mount Lemmon | Mount Lemmon Survey | —         | MPC                           |
| 489823     | 2008 EJ38  | 4 mar 2008  | Kitt Peak    | Spacewatch          | —         | MPC                           |
| 489824     | 2008 EV40  | 4 mar 2008  | Kitt Peak    | Spacewatch          | —         | MPC                           |
| 489825     | 2008 ER50  | 6 mar 2008  | Mount Lemmon | Mount Lemmon Survey | —         | MPC                           |
| 489826     | 2008 EP52  | 6 mar 2008  | Kitt Peak    | Spacewatch          | —         | MPC                           |
| 489827     | 2008 ES68  | 10 mar 2008 | Mount Lemmon | Mount Lemmon Survey | —         | MPC                           |
| 489828     | 2008 EV73  | 28 fev 2008 | Kitt Peak    | Spacewatch          | —         | MPC                           |
| 489829     | 2008 EH79  | 14 fev 2008 | Catalina     | CSS                 | —         | MPC                           |
| 489830     | 2008 EK82  | 10 fev 2008 | Socorro      | LINEAR              | —         | MPC                           |
| 489831     | 2008 EM84  | 5 mar 2008  | Mount Lemmon | Mount Lemmon Survey | —         | MPC                           |
| 489832     | 2008 ET88  | 7 fev 2008  | Mount Lemmon | Mount Lemmon Survey | —         | MPC                           |
| 489833     | 2008 ED92  | 6 fev 2008  | XuYi         | PMO NEO             | —         | MPC                           |
| 489834     | 2008 ER94  | 9 fev 2008  | Kitt Peak    | Spacewatch          | —         | MPC                           |
| 489835     | 2008 EJ107 | 6 mar 2008  | Mount Lemmon | Mount Lemmon Survey | —         | MPC                           |
| 489836     | 2008 EA119 | 19 jan 2008 | Mount Lemmon | Mount Lemmon Survey | —         | MPC                           |
| 489837     | 2008 EY126 | 10 mar 2008 | Kitt Peak    | Spacewatch          | —         | MPC                           |
| 489838     | 2008 EJ143 | 3 mar 2008  | XuYi         | PMO NEO             | —         | MPC                           |
| 489839     | 2008 ES156 | 10 mar 2008 | Kitt Peak    | Spacewatch          | —         | MPC                           |
| 489840     | 2008 ES160 | 1 mar 2008  | Kitt Peak    | Spacewatch          | —         | MPC                           |
| 489841     | 2008 EX167 | 10 mar 2008 | Kitt Peak    | Spacewatch          | —         | MPC                           |
| 489842     | 2008 FB10  | 2 fev 2008  | Kitt Peak    | Spacewatch          | —         | MPC                           |
| 489843     | 2008 FD14  | 26 mar 2008 | Mount Lemmon | Mount Lemmon Survey | —         | MPC                           |
| 489844     | 2008 FQ27  | 5 mar 2008  | Mount Lemmon | Mount Lemmon Survey | —         | MPC                           |
| 489845     | 2008 FC37  | 28 mar 2008 | Mount Lemmon | Mount Lemmon Survey | —         | MPC                           |
| 489846     | 2008 FW40  | 10 mar 2008 | Kitt Peak    | Spacewatch          | —         | MPC                           |
| 489847     | 2008 FL48  | 1 mar 2008  | Kitt Peak    | Spacewatch          | —         | MPC                           |
| 489848     | 2008 FX53  | 13 mar 2008 | Kitt Peak    | Spacewatch          | —         | MPC                           |
| 489849     | 2008 FZ70  | 12 fev 2008 | Mount Lemmon | Mount Lemmon Survey | —         | MPC                           |
| 489850     | 2008 FK73  | 30 mar 2008 | Kitt Peak    | Spacewatch          | —         | MPC                           |
| 489851     | 2008 FV78  | 15 mar 2008 | Mount Lemmon | Mount Lemmon Survey | —         | MPC                           |
| 489852     | 2008 FS80  | 4 mar 2008  | Kitt Peak    | Spacewatch          | —         | MPC                           |
| 489853     | 2008 FJ98  | 5 mar 2008  | Mount Lemmon | Mount Lemmon Survey | —         | MPC                           |
| 489854     | 2008 FO103 | 30 mar 2008 | Kitt Peak    | Spacewatch          | —         | MPC                           |
| 489855     | 2008 FP112 | 31 mar 2008 | Kitt Peak    | Spacewatch          | —         | MPC                           |
| 489856     | 2008 FX115 | 31 mar 2008 | Mount Lemmon | Mount Lemmon Survey | —         | MPC                           |
| 489857     | 2008 FA122 | 31 mar 2008 | Mount Lemmon | Mount Lemmon Survey | —         | MPC                           |
| 489858     | 2008 FA128 | 28 mar 2008 | Kitt Peak    | Spacewatch          | —         | MPC                           |
| 489859     | 2008 FU133 | 28 mar 2008 | Mount Lemmon | Mount Lemmon Survey | —         | MPC                           |
| 489860     | 2008 GG1   | 5 mar 2008  | Kitt Peak    | Spacewatch          | —         | MPC                           |
| 489861     | 2008 GK6   | 5 mar 2008  | Mount Lemmon | Mount Lemmon Survey | —         | MPC                           |
| 489862     | 2008 GJ8   | 4 mar 2008  | Mount Lemmon | Mount Lemmon Survey | —         | MPC                           |
| 489863     | 2008 GU28  | 31 mar 2008 | Kitt Peak    | Spacewatch          | —         | MPC                           |
| 489864     | 2008 GN32  | 3 abr 2008  | Kitt Peak    | Spacewatch          | —         | MPC                           |
| 489865     | 2008 GS33  | 3 abr 2008  | Mount Lemmon | Mount Lemmon Survey | —         | MPC                           |
| 489866     | 2008 GJ51  | 28 mar 2008 | Mount Lemmon | Mount Lemmon Survey | —         | MPC                           |
| 489867     | 2008 GB54  | 5 abr 2008  | Mount Lemmon | Mount Lemmon Survey | —         | MPC                           |
| 489868     | 2008 GP67  | 6 abr 2008  | Kitt Peak    | Spacewatch          | —         | MPC                           |
| 489869     | 2008 GM68  | 6 abr 2008  | Kitt Peak    | Spacewatch          | —         | MPC                           |
| 489870     | 2008 GU74  | 7 abr 2008  | Kitt Peak    | Spacewatch          | Eos       | MPC                           |
| 489871     | 2008 GJ76  | 5 abr 2008  | Mount Lemmon | Mount Lemmon Survey | Phocaea   | MPC                           |
| 489872     | 2008 GC78  | 7 abr 2008  | Kitt Peak    | Spacewatch          | —         | MPC                           |
| 489873     | 2008 GK78  | 30 mar 2008 | Kitt Peak    | Spacewatch          | —         | MPC                           |
| 489874     | 2008 GT105 | 11 abr 2008 | Kitt Peak    | Spacewatch          | —         | MPC                           |
| 489875     | 2008 GM106 | 12 fev 2008 | Mount Lemmon | Mount Lemmon Survey | —         | MPC                           |
| 489876     | 2008 GY106 | 12 abr 2008 | Catalina     | CSS                 | —         | MPC                           |
| 489877     | 2008 GJ131 | 10 abr 2008 | Kitt Peak    | Spacewatch          | —         | MPC                           |
| 489878     | 2008 GV138 | 6 abr 2008  | Kitt Peak    | Spacewatch          | Eos       | MPC                           |
| 489879     | 2008 GA139 | 1 abr 2008  | Kitt Peak    | Spacewatch          | —         | MPC                           |
| 489880     | 2008 GF144 | 3 abr 2008  | Kitt Peak    | Spacewatch          | —         | MPC                           |
| 489881     | 2008 HQ1   | 24 abr 2008 | Kitt Peak    | Spacewatch          | —         | MPC                           |
| 489882     | 2008 HM6   | 24 abr 2008 | Kitt Peak    | Spacewatch          | —         | MPC                           |
| 489883     | 2008 HP8   | 3 abr 2008  | Mount Lemmon | Mount Lemmon Survey | —         | MPC                           |
| 489884     | 2008 HR19  | 26 abr 2008 | Kitt Peak    | Spacewatch          | —         | MPC                           |
| 489885     | 2008 HY37  | 29 abr 2008 | Kitt Peak    | Spacewatch          | —         | MPC                           |
| 489886     | 2008 HN41  | 8 abr 2008  | Kitt Peak    | Spacewatch          | —         | MPC                           |
| 489887     | 2008 HT46  | 6 mar 2008  | Mount Lemmon | Mount Lemmon Survey | —         | MPC                           |
| 489888     | 2008 HZ55  | 29 abr 2008 | Kitt Peak    | Spacewatch          | —         | MPC                           |
| 489889     | 2008 HT56  | 30 abr 2008 | Kitt Peak    | Spacewatch          | —         | MPC                           |
| 489890     | 2008 HU62  | 11 mar 2008 | Catalina     | CSS                 | —         | MPC                           |
| 489891     | 2008 HV68  | 29 abr 2008 | Kitt Peak    | Spacewatch          | —         | MPC                           |
| 489892     | 2008 HL69  | 1 abr 2008  | Kitt Peak    | Spacewatch          | —         | MPC                           |
| 489893     | 2008 JM12  | 3 mai 2008  | Kitt Peak    | Spacewatch          | —         | MPC                           |
| 489894     | 2008 JG18  | 15 abr 2008 | Mount Lemmon | Mount Lemmon Survey | —         | MPC                           |
| 489895     | 2008 JS21  | 5 mai 2008  | Mount Lemmon | Mount Lemmon Survey | —         | MPC                           |
| 489896     | 2008 JN23  | 15 abr 2008 | Kitt Peak    | Spacewatch          | —         | MPC                           |
| 489897     | 2008 JW25  | 26 abr 2008 | Kitt Peak    | Spacewatch          | —         | MPC                           |
| 489898     | 2008 JJ28  | 8 mai 2008  | Kitt Peak    | Spacewatch          | —         | MPC                           |
| 489899     | 2008 JT40  | 15 mai 2008 | Mount Lemmon | Mount Lemmon Survey | Eos       | MPC                           |
| 489900     | 2008 KP    | 27 mai 2008 | Mount Lemmon | Mount Lemmon Survey | —         | MPC                           |

## 489901–490000
| Designação | Designação | Descoberta  | Descoberta   | Descobridor(es)     | Categoria | Mais informações / Referência |
| Permanente | Provisória | Data        | Local        | Descobridor(es)     | Categoria | Mais informações / Referência |
| ---------- | ---------- | ----------- | ------------ | ------------------- | --------- | ----------------------------- |
| 489901     | 2008 KA17  | 30 abr 2008 | Mount Lemmon | Mount Lemmon Survey | —         | MPC                           |
| 489902     | 2008 KA27  | 30 mai 2008 | Kitt Peak    | Spacewatch          | Phocaea   | MPC                           |
| 489903     | 2008 KL30  | 29 mai 2008 | Kitt Peak    | Spacewatch          | —         | MPC                           |
| 489904     | 2008 KM31  | 29 mai 2008 | Mount Lemmon | Mount Lemmon Survey | —         | MPC                           |
| 489905     | 2008 KX38  | 30 mai 2008 | Kitt Peak    | Spacewatch          | —         | MPC                           |
| 489906     | 2008 LU5   | 16 abr 2008 | Mount Lemmon | Mount Lemmon Survey | —         | MPC                           |
| 489907     | 2008 OW7   | 28 jul 2008 | La Sagra     | Mallorca Obs.       | —         | MPC                           |
| 489908     | 2008 OP14  | 29 jul 2008 | Mount Lemmon | Mount Lemmon Survey | —         | MPC                           |
| 489909     | 2008 OF20  | 30 jul 2008 | Kitt Peak    | Spacewatch          | —         | MPC                           |
| 489910     | 2008 OP20  | 29 jul 2008 | Kitt Peak    | Spacewatch          | —         | MPC                           |
| 489911     | 2008 OQ21  | 30 jul 2008 | Kitt Peak    | Spacewatch          | —         | MPC                           |
| 489912     | 2008 OY23  | 29 mai 2008 | Mount Lemmon | Mount Lemmon Survey | Chloris   | MPC                           |
| 489913     | 2008 PG5   | 1 ago 2008  | Socorro      | LINEAR              | —         | MPC                           |
| 489914     | 2008 PU8   | 6 ago 2008  | La Sagra     | Mallorca Obs.       | —         | MPC                           |
| 489915     | 2008 PF15  | 1 jul 2008  | Kitt Peak    | Spacewatch          | —         | MPC                           |
| 489916     | 2008 QF8   | 2 ago 2008  | La Sagra     | Mallorca Obs.       | —         | MPC                           |
| 489917     | 2008 QH11  | 26 ago 2008 | La Sagra     | Mallorca Obs.       | —         | MPC                           |
| 489918     | 2008 QO12  | 26 ago 2008 | La Sagra     | Mallorca Obs.       | —         | MPC                           |
| 489919     | 2008 QC21  | 24 ago 2008 | La Sagra     | Mallorca Obs.       | —         | MPC                           |
| 489920     | 2008 QG22  | 26 ago 2008 | Socorro      | LINEAR              | —         | MPC                           |
| 489921     | 2008 QD23  | 26 ago 2008 | Socorro      | LINEAR              | —         | MPC                           |
| 489922     | 2008 QB35  | 29 ago 2008 | La Sagra     | Mallorca Obs.       | —         | MPC                           |
| 489923     | 2008 QM38  | 24 ago 2008 | La Sagra     | Mallorca Obs.       | —         | MPC                           |
| 489924     | 2008 QX40  | 26 ago 2008 | La Sagra     | Mallorca Obs.       | —         | MPC                           |
| 489925     | 2008 QL46  | 24 ago 2008 | Kitt Peak    | Spacewatch          | —         | MPC                           |
| 489926     | 2008 RF4   | 2 set 2008  | Kitt Peak    | Spacewatch          | —         | MPC                           |
| 489927     | 2008 RV4   | 2 set 2008  | Kitt Peak    | Spacewatch          | —         | MPC                           |
| 489928     | 2008 RM17  | 4 set 2008  | Kitt Peak    | Spacewatch          | —         | MPC                           |
| 489929     | 2008 RQ17  | 24 ago 2008 | Kitt Peak    | Spacewatch          | —         | MPC                           |
| 489930     | 2008 RP24  | 5 set 2008  | La Sagra     | Mallorca Obs.       | —         | MPC                           |
| 489931     | 2008 RJ30  | 2 set 2008  | Kitt Peak    | Spacewatch          | —         | MPC                           |
| 489932     | 2008 RG44  | 2 set 2008  | Kitt Peak    | Spacewatch          | —         | MPC                           |
| 489933     | 2008 RY45  | 2 set 2008  | Kitt Peak    | Spacewatch          | Mitidika  | MPC                           |
| 489934     | 2008 RG46  | 2 set 2008  | Kitt Peak    | Spacewatch          | Vesta     | MPC                           |
| 489935     | 2008 RQ65  | 4 set 2008  | Kitt Peak    | Spacewatch          | —         | MPC                           |
| 489936     | 2008 RU85  | 5 set 2008  | Kitt Peak    | Spacewatch          | —         | MPC                           |
| 489937     | 2008 RY87  | 5 set 2008  | Kitt Peak    | Spacewatch          | —         | MPC                           |
| 489938     | 2008 RH89  | 5 set 2008  | Kitt Peak    | Spacewatch          | Brangane  | MPC                           |
| 489939     | 2008 RV90  | 29 jul 2008 | Kitt Peak    | Spacewatch          | Mitidika  | MPC                           |
| 489940     | 2008 RB91  | 7 ago 2008  | Kitt Peak    | Spacewatch          | —         | MPC                           |
| 489941     | 2008 RO91  | 2 set 2008  | Kitt Peak    | Spacewatch          | Vesta     | MPC                           |
| 489942     | 2008 RY102 | 4 set 2008  | Kitt Peak    | Spacewatch          | —         | MPC                           |
| 489943     | 2008 RP103 | 5 set 2008  | Kitt Peak    | Spacewatch          | Vesta     | MPC                           |
| 489944     | 2008 RT103 | 5 set 2008  | Kitt Peak    | Spacewatch          | Flora     | MPC                           |
| 489945     | 2008 RY109 | 3 set 2008  | Kitt Peak    | Spacewatch          | —         | MPC                           |
| 489946     | 2008 RC112 | 4 set 2008  | Kitt Peak    | Spacewatch          | —         | MPC                           |
| 489947     | 2008 RL112 | 4 set 2008  | Kitt Peak    | Spacewatch          | —         | MPC                           |
| 489948     | 2008 RO112 | 5 set 2008  | Kitt Peak    | Spacewatch          | —         | MPC                           |
| 489949     | 2008 RS112 | 5 set 2008  | Kitt Peak    | Spacewatch          | Vesta     | MPC                           |
| 489950     | 2008 RD114 | 6 set 2008  | Mount Lemmon | Mount Lemmon Survey | —         | MPC                           |
| 489951     | 2008 RJ121 | 2 set 2008  | Kitt Peak    | Spacewatch          | Vesta     | MPC                           |
| 489952     | 2008 RA123 | 5 set 2008  | Kitt Peak    | Spacewatch          | Vesta     | MPC                           |
| 489953     | 2008 RH127 | 6 set 2008  | Kitt Peak    | Spacewatch          | —         | MPC                           |
| 489954     | 2008 RR127 | 6 set 2008  | Mount Lemmon | Mount Lemmon Survey | —         | MPC                           |
| 489955     | 2008 RJ135 | 2 set 2008  | Kitt Peak    | Spacewatch          | —         | MPC                           |
| 489956     | 2008 RC137 | 5 set 2008  | La Sagra     | Mallorca Obs.       | —         | MPC                           |
| 489957     | 2008 RK137 | 5 set 2008  | Socorro      | LINEAR              | —         | MPC                           |
| 489958     | 2008 RX139 | 7 set 2008  | Mount Lemmon | Mount Lemmon Survey | —         | MPC                           |
| 489959     | 2008 SN6   | 22 set 2008 | Socorro      | LINEAR              | —         | MPC                           |
| 489960     | 2008 SG8   | 24 ago 2008 | La Sagra     | Mallorca Obs.       | —         | MPC                           |
| 489961     | 2008 SN27  | 19 set 2008 | Kitt Peak    | Spacewatch          | —         | MPC                           |
| 489962     | 2008 SE37  | 20 set 2008 | Kitt Peak    | Spacewatch          | —         | MPC                           |
| 489963     | 2008 SS40  | 20 set 2008 | Kitt Peak    | Spacewatch          | —         | MPC                           |
| 489964     | 2008 SC41  | 6 set 2008  | Catalina     | CSS                 | —         | MPC                           |
| 489965     | 2008 SA43  | 20 set 2008 | Kitt Peak    | Spacewatch          | —         | MPC                           |
| 489966     | 2008 SA45  | 6 set 2008  | Mount Lemmon | Mount Lemmon Survey | —         | MPC                           |
| 489967     | 2008 SA46  | 20 set 2008 | Kitt Peak    | Spacewatch          | —         | MPC                           |
| 489968     | 2008 SC54  | 20 set 2008 | Mount Lemmon | Mount Lemmon Survey | —         | MPC                           |
| 489969     | 2008 SE54  | 20 set 2008 | Mount Lemmon | Mount Lemmon Survey | Henan     | MPC                           |
| 489970     | 2008 SR56  | 20 set 2008 | Mount Lemmon | Mount Lemmon Survey | —         | MPC                           |
| 489971     | 2008 SN62  | 5 set 2008  | Kitt Peak    | Spacewatch          | —         | MPC                           |
| 489972     | 2008 SU62  | 21 set 2008 | Kitt Peak    | Spacewatch          | —         | MPC                           |
| 489973     | 2008 SJ77  | 24 ago 2008 | Kitt Peak    | Spacewatch          | —         | MPC                           |
| 489974     | 2008 SG88  | 20 set 2008 | Kitt Peak    | Spacewatch          | —         | MPC                           |
| 489975     | 2008 SF93  | 21 set 2008 | Kitt Peak    | Spacewatch          | —         | MPC                           |
| 489976     | 2008 SX93  | 21 set 2008 | Kitt Peak    | Spacewatch          | —         | MPC                           |
| 489977     | 2008 SC104 | 21 set 2008 | Kitt Peak    | Spacewatch          | —         | MPC                           |
| 489978     | 2008 SL105 | 7 set 2008  | Mount Lemmon | Mount Lemmon Survey | —         | MPC                           |
| 489979     | 2008 SC112 | 22 set 2008 | Kitt Peak    | Spacewatch          | —         | MPC                           |
| 489980     | 2008 SA117 | 22 set 2008 | Mount Lemmon | Mount Lemmon Survey | —         | MPC                           |
| 489981     | 2008 SE118 | 22 set 2008 | Mount Lemmon | Mount Lemmon Survey | —         | MPC                           |
| 489982     | 2008 SA119 | 22 set 2008 | Mount Lemmon | Mount Lemmon Survey | —         | MPC                           |
| 489983     | 2008 SN120 | 6 set 2008  | Mount Lemmon | Mount Lemmon Survey | —         | MPC                           |
| 489984     | 2008 SL125 | 22 set 2008 | Mount Lemmon | Mount Lemmon Survey | —         | MPC                           |
| 489985     | 2008 ST127 | 22 set 2008 | Kitt Peak    | Spacewatch          | —         | MPC                           |
| 489986     | 2008 SN142 | 24 set 2008 | Mount Lemmon | Mount Lemmon Survey | —         | MPC                           |
| 489987     | 2008 SN145 | 21 set 2008 | Kitt Peak    | Spacewatch          | —         | MPC                           |
| 489988     | 2008 SP151 | 29 set 2008 | Kachina      | J. Hobart           | —         | MPC                           |
| 489989     | 2008 SX152 | 3 set 2008  | Kitt Peak    | Spacewatch          | —         | MPC                           |
| 489990     | 2008 SA156 | 23 set 2008 | Socorro      | LINEAR              | —         | MPC                           |
| 489991     | 2008 SJ161 | 28 set 2008 | Socorro      | LINEAR              | —         | MPC                           |
| 489992     | 2008 SQ164 | 22 set 2008 | Kitt Peak    | Spacewatch          | —         | MPC                           |
| 489993     | 2008 SD168 | 30 jul 2008 | Kitt Peak    | Spacewatch          | —         | MPC                           |
| 489994     | 2008 SV176 | 23 set 2008 | Catalina     | CSS                 | —         | MPC                           |
| 489995     | 2008 SN184 | 24 set 2008 | Mount Lemmon | Mount Lemmon Survey | —         | MPC                           |
| 489996     | 2008 ST186 | 25 set 2008 | Kitt Peak    | Spacewatch          | —         | MPC                           |
| 489997     | 2008 SR191 | 25 set 2008 | Kitt Peak    | Spacewatch          | —         | MPC                           |
| 489998     | 2008 SH194 | 25 set 2008 | Kitt Peak    | Spacewatch          | —         | MPC                           |
| 489999     | 2008 ST199 | 26 set 2008 | Kitt Peak    | Spacewatch          | —         | MPC                           |
| 490000     | 2008 SG201 | 26 set 2008 | Kitt Peak    | Spacewatch          | —         | MPC                           |